# 天子傳奇
《天子传奇》是香港漫画家黄玉郎1993年出狱后第5次创业而创作的主打漫画。原本黄玉郎是打算推出另一部狱中构思作品《义勇门》来打头陣，但由于首徒祁文杰的劝说，认为《天子传奇》較有好兆頭、有利于玉皇朝发展，是以改由《天子传奇》作为黄玉郎的重新创业作。
目前为止，《天子传奇系列》一共出版了八部，分别有《天子传奇1开周篇》、《天子传奇2秦皇篇》、《天子传奇3流氓天子》、《天子传奇4大唐威龙》、《天子传奇5如来神掌》、《天子传奇6洪武大帝》、《天子传奇7三国骄皇》和《天子传奇8苍天霸皇》。
2010年，從漫畫改編的大型多人線上角色扮演遊戲《天子传奇Online》推出。

## 剧情介绍
| 系列   | 篇章     | 主角名稱                               | 主筆繪畫                        | 编剧                         | 期數                           |
| 第一部 | 开周篇   | 周武王姬發                             | 黄玉郎、邱福龍、邝彬强          | 黄易、黄玉郎、方锦历、秦天南 | 全163期                        |
| 第二部 | 秦皇篇   | 秦始皇嬴政                             | 黄玉郎、邝彬强                  | 秦天南、方锦历               | 全67期                         |
| 第三部 | 流氓天子 | 汉高祖刘邦                             | 徐大宝、张万有                  | 黄易、方锦历                 | 全63期                         |
| 第四部 | 大唐威龙 | 唐太宗李世民                           | 张万有（首2期）、邝彬强、谢启文 | 锺英伟、方锦历、黎巴嫩       | 全102期                        |
| 第五部 | 如来神掌 | 宋太祖赵匡胤                           | 谢启文（米奇）                  | 黄玉郎、胡家宝、黎巴嫩       | 全214期                        |
| 第六部 | 洪武大帝 | 明太祖朱元璋                           | 袁家宝、鄧仲成、谢启文          | 黄玉郎、锺英伟、黎巴嫩       | 潮華版厚裝，全186本（共550章） |
| 第七部 | 三国骄皇 | 蜀汉昭烈帝刘备 魏武帝曹操 吴武烈帝孙坚 | 袁家宝                          | 锺英伟                       | 全52期                         |
| 第八部 | 苍天霸皇 | 元太祖孛儿只斤氏·铁木真                | 夏伟义                          | 胡家宝、温伟强               | 全70期                         |

| 天子傳奇1开周篇 三千年前的商朝末代君王纣王横征暴敛，使得民不聊生。此时西岐西伯侯姬昌次子姬發历三年怀孕期而降生，负有九九命数，经姬昌以九鼎奇法转移命格成为九五至尊。引發纣王杀机，姬發师承父亲门派－广成仙派，修练先天乾坤功，又经过飘渺城奇遇，巧得天外巨神女娲之無敵绝学－渾天寶鑑，在一连串的奇遇与冒险之中，姬發结识了各路英雄，却也接连失去了长兄姬考与父亲。在姬昌死亡后，姬發继承父亲西伯侯爵位，打正招讨旗帜，会合各路诸侯，终与纣王展开惊天神功魔功大决战。 |

| 天子傳奇2秦皇篇 战国时代末期，楚国大灵巫－项魁，卜得「秦生子，十二月」预言，得知秦国王孙－历经十二月怀胎诞生的嬴政将会一统天下，使楚国覆亡。嬴政历经连环追杀，全凭生父吕不韦所赠渾天寶鑑自强茁壮。但情敌燕太子丹仍不断物色力士，甚至出兵伐之。回返秦国之后，嬴政又面临与名分兄弟－成蟜争夺太子权位的兄弟斗争，最终嬴政与身负渾天寶鑑最高境界的成蟜决战，于逆境中领悟了反朴归真，以九式逆运浑天宝鉴击败成蟜，终登位成秦王。 |

| 天子傳奇3流氓天子 秦王政十一年，沛县一名游手好闲的流氓刘邦，因为积欠债务导致父母连坐，遂打定主意将当时全国通令悬赏的大盗－任横行逮捕以交换赏金，但任横行却在义助刘邦后，将刘邦半拐半带，预备趁秦皇上博浪沙见方士徐福途中，行使刺秦大计。路途中刘任二人因缘邂逅张良，齐国田单后人田霸，齐志刺秦。但在秦始皇渾天寶鑑神功之下败死，只得刘邦与张良分散逃脱。刘邦巧得周武王神兵－天剑，在徐福暗中帮助之下，遁至咸阳，同时结识西楚豪雄－项羽。两人毫不对盘，但仍在项羽军队协助与张良范增智谋下，成功偷走咸阳城上的十二金（铜）人，以充作项羽反秦兵器来源。刘邦项羽更于秦始皇出海射鲛时，将秦始皇合力斩杀。但秦皇死后并未带来和平，而是各地拥兵自重的天下大乱。在楚怀王下，刘邦与项羽各自拥有兵力，成为一方之主，但项羽在智囊范增与挚爱虞姬先后死亡，行事越见偏急，终于在四面楚歌与十数夜血战之后，于乌江自刎。 |

| 天子傳奇4大唐威龙 隋文帝仁寿四年，极乐正宗宗主摩诃叶扶持杨广弒父登基，但摩诃叶却选择项羽遗物－雷刀为天子神兵，并积极布下自己成皇的惊天大计。摩诃叶阴谋将唐国公李渊次子李世民偷龙转凤，李世民（冒充）也随着父命招讨瓦岗寨之下，展开了自己的江湖历练，结识程咬金、虬髯客、李靖等反隋义士，又经过奇遇發掘了自己的佛门「伏魔尊者」天命与成皇之命，练成两式如来神掌，然而自己身世之谜与摩诃叶的权威，却始终无法克服。隋炀帝意欲發掘秦皇陵中的万世潜龙穴与诸多秘宝，引动各路人马争相入陵，激战连场之下，李元霸死亡，却以自己的血肉之躯，在万世潜龙穴中，为李家定下二十代称皇之天数。在诛杀隋炀帝后，摩诃叶扶持李渊成皇，是为唐朝。但李世民的身世揭露，却未能使李家三兄弟真正团结，为求诛灭心腹大患摩诃叶，李家策划玄武门之变，但李建成与李元吉两人各怀鬼胎与妖、魔武功，却要先杀摩诃叶再杀李世民，最终决战里李世民再度诛杀兄弟，成为太子。却在随后暴起的突厥共主「天可汗」手下，失去挚爱而入魔，在与支配自己半生的摩诃叶决战后，李世民成为万民景仰的唐太宗，却一生仍然活在摩诃叶的阴影里直到死去。 |

| 天子傳奇5如来神掌 唐代灭亡进入五代十国时期，江湖上有一邪宫、双飞堡、三绝观三大势力，为辽国、南唐、后汉所用。主角龙戈儿因一次机缘由唐代遗孤李无名身上习得三式如来神掌，展开行侠仗义之路。龙戈儿在夺取雷刀一战会过一邪皇甫极，并结识了赵匡胤，及后又习得如意禅，接受了神掌传人柴荣的功力而令武艺突飞猛进。在杀胡林一役中，龙戈儿击败了黑巫大神，斩下耶律德光，令一邪谋反大辽的阴谋被毁。及后天竺恶僧魔弥陀出现，以其强横的神掌先后击败东海一奇、骷髅魔、一悟、双飞项无恨、龙戈儿与一邪皇甫极一众高手，并成为后汉国师。其后龙戈儿与项无恨练功一年，再战魔弥陀，但连手仍不敌拥有飞龙异血的魔弥陀。为铲除魔弥陀，护龙大使银铃将玄宇宙晶柱交给皇甫极，皇甫极临阵练成玄宇宙击破魔弥陀的佛法无边，而魔弥陀则在前往天竺途中给龙戈儿分身极恶龙戈儿击杀。吸收中原的六大佛兵后，龙戈儿与极恶龙戈儿一同前往天竺修练万佛朝宗。修练完成，龙戈儿再次正邪合一，并兵解九大佛兵。龙戈儿回到中原后巧遇千岁法王，并因救葆儿而离开中原到了西域，在西域巧遇皇甫极，并在交手的过程将渾天寶鑑玄宇宙最高境界玄宇宙三变化传给皇甫极。此后龙戈儿、皇甫极一行人进入了吕洞宾的天道仙府，皇甫极一家团圆，心结亦得解除，而龙戈儿就得到由佛兵元素炼成的火云圣衣。回到中原，龙戈儿与云师及被天魔功控制的项无恨大战，大败后又再因心慈手软败给已练成天子剑法的赵匡胤。其后，后周世宗柴荣战死，赵匡胤在陈桥兵变取而代之成为皇帝，挥军直指双飞堡支持的南唐。击杀云师回复清醒并功力大增的项无恨，和太祖皇帝赵匡胤拼过你死我活，龙戈儿纵使扭尽六壬亦无法平息战局，最后改邪归正的皇甫极出山赶到战场，在龙戈儿和皇甫极的连手下终于令项无恨和赵匡胤的大战结束，宋朝最后统一天下。 |

| 天子傳奇6洪武大帝 洪武二十八年，明太祖朱元璋在紫禁城广场中，将廖永忠等叛众全数处斩，而最后甚至将朝廷的智者刘伯温亲手杀死，在刘伯温死后，朱元璋开始了一路以来的回忆… 元朝末年，反蒙古势力最大宗属白莲教与明教，在野则有一神秘少年『军』四出培训反元的汉人志士，同时为挽救元朝的衰颓，蒙古本土的最强战士『十三翼』也进入中原。各方势力为了争夺宋相文天祥的秘宝『天翔五灵』逐渐展开交战。 |

| 天子傳奇7三国骄皇 东汉末年，十常侍乱政，在朝廷内忧外患之下，有三大势力阉党、女流、仙道操纵一切。此时的刘备得到冤死的汉高祖刘邦启發一身异能、结识众多三国豪杰，开启了自己的奋斗之路。 |

| 天子傳奇8苍天霸皇 成吉思汗的故事。 |

## 《天子傳奇》歷代登場人物介紹
| 主角 - 姬發（西歧西伯侯之子，史稱周武王，廣成仙派先天乾坤功傳人，於縹緲城習得渾天寶鑑絕學（功力達至第九層血蒼穹）、後於仙域再遇天女，習得天心御劍與天劍神功。燕九妹、小花、朱雀、天女等諸女，皆對其有意。後取燕九妹為妻。） 西歧西伯侯府 - 姬昌（西歧西伯侯，史稱周文王，姬發與姬考之父。廣成仙派先天乾坤功傳人，精於卜卦。後為解救西岐，與一憂子同時發動乾坤第七式：天驚地動，最後死於遭控制的師兄一憂子之手。） - 姬夫人-有莘氏（西伯侯姬昌夫人，武林世家，使用一把長劍，絕技為無雙指，於攻九鼎一役，死於妖帥之手) - 白雪 - 姬考（西歧西伯侯之子，史稱伯邑考，姬昌長子，被元始天魔附身，成為天魔傳人。於魔族一役，成功擊敗魔君，成為新的魔族君主；而後再於南楚一役，先後成功吸收魔君、紅毛老祖、晴兒、天母聖姬四人功力，成為當下最強高手。後因野心作祟，發兵朝歌，因天誅之助，成功間接擊敗紂王，卻因一時的驕傲自大，在吸收紂王功力之時，反遭天誅轉嫁襲擊，進而慘死。） - 姬發（西歧西伯侯之子，主角） - 绿毛老祖（西伯侯姬昌叔父辈，本名姬綠，為神農氏後代，西域雷電門的絕頂高手。絕學為驚雷惡電，絕招為極耗真元的雷電霹靂，原先兒時因膚色遭同宗族人霸凌，逃至西域，於雷電門學藝有成，回到西歧，殺盡當時霸凌自己的族人，後經由姬昌君臣合力，成功擒下，關於囚牢。曾經一度藉電將之助越獄，功敗垂成，其後因為協助姬昌攻打飄渺城，達成共識，短暫合作，與飄渺城主一戰，最後慘勝，卻也成為廢人，隨後經姬昌細心救治，成功復原，終甘願臣服。於南楚一役出力甚多，後於西歧，因其子雷電子之死，憤而再度祭起絕招雷電霹靂，迎戰妖帥，但妖帥看準其後繼無力的缺陷，成功擊殺，死於其手。） - 雷震子（绿毛老祖之子，一身綠色肌膚，無法言語，天生具有電勁之賦，其名為姜子牙所取，後於西岐一役，為救白毛虎，遭練公飛使詐殺害） - 西伯侯姬昌麾下兩相兩将兩尉 - 禮相（兩相之一，手持一柄大折扇，內功渾厚無匹，絕技為無量神掌) - 數相（兩相之一，手持一管水煙筒，精通天文地理，數算精奇，絕技為七星指) - 書尉（兩尉之一，綉尉情人，身上的文具、書簡皆為鋒利的武器，絕技是書中筆，守護九鼎奇陣時與妖帥麾下九大高手之四伶鬼同歸於盡) - 绣尉（兩尉之一，書尉情人，容貌秀麗，富有英氣，絕技是雲裡針。對西伯侯府極為效忠，犧牲自我貞節離間飄渺城主父子，最後死於蒼龍誤傷之手) - 射將（兩將之一，神箭無敵、百步穿楊，為后羿後人，絕技為神武奇弓。守護九鼎奇陣時與妖帥麾下九大高手之三釣叟同歸於盡) - 樂將（兩將之一，精通音律，武器為一只鐵琴和一管鐵笛，能以琴音、笛音克敵，其絕技名為鐵指彈心) - 小豆子（樂將之子，於攻九鼎之役代替姬發而死) - 姬考麾下兩尉 - 劍尉(守衛西伯侯世子姬考的文武雙尉之一，使用子母雙劍，劍術通神，後死於姬考攻商一役) - 智尉(守衛西伯侯世子姬考的文武雙尉之一，手持一把羽扇，足智多謀，後死於姬考攻商一役) 西燈道觀 - 無虛子(西燈道觀住持) 廣成仙派 (河圖系) - 一憂子(姬昌的師兄、姬發的師父，为廣成仙派的掌門人，先天乾坤功傳人；皇城殲魔一役，因使出天驚地動至第三式"火兮焚野"，造成全身經脈皆廢，後由蜂魅帶至魔族救治，反遭魔君、蠱長老下蠱控制，最後經蜂魅犧牲以自身鮮血使之破除蠱術，方得以恢復自由之身，最後迎戰申公豹，再次使出天驚地動至第四式:山兮鬼神驚，無法控制其山岳威力而敗亡。） 崑崙派 (洛書系) - 姜尚(史稱姜太公-姜子牙，承接掌門之位，善奇門遁甲之術，絕招為斗轉星移。因中年才浸練洛書秘方，僅半身銅皮鐵骨。姬發繼任侯位，奉其為太師，尊稱尚父，最後助姬發伐紂，建立周朝） - 姜聰(姜子牙之子，自幼浸練洛書秘方，全身銅皮鐵骨，刀槍不入。後以元神出竅至仙域向姬發報訊，但因道行不足，致使元神俱滅，壯烈犧牲) 萬惡飄渺城 - 飄渺城主(渾天寶鑑持有者，生性殘暴、嗜血，素有"酷刑城主"之稱，功力已達第九層:血穹蒼，與綠毛老祖一戰兩敗俱傷，後死於其子蒼龍之手） - 胡威(飄渺城總管) - 蒼龍星君(蒼龍堡主，飘渺城主之子，朱雀同父異母的兄長，渾天寶鑑修達靛滄海境界，鍾情綉尉，最後死於白虎之手） - 幽冥雙魅(蒼龍座下兩大隱身殺手) - 白虎星君(白虎堂主，俄羅斯人，原名戈巴克夫，飘渺城主養子，渾天寶鑑修達玄混沌境界，私練"冰鑽指"秘技，有奪取城主寶座之心，後成功擊殺蒼龍，卻死在心愛之人朱雀刀下。） - 兇、餓、鬼三鷹 - 朱雀星君(朱雀宮主，飘渺城主之女，蒼龍同父異母的妹妹。使用朱雀刀，渾天寶鑑僅修達第三層(土崑崙)境界，後與白虎同歸於盡。） - 四飛女(使用血滴子作為兵器，朱雀宮四護衛。) - 玄武星君(玄武堂主，魔族鐵將的師兄，修練龜甲玄功，死於綠毛老祖之手。） - 哼、哈二怪 - 白毛虎（姬發於飄渺城期間所收徒弟，其父為飄渺城堡壘的總設計師。重情重義，曾為姬發盜取渾天寶鑑天晶，期間承蒙女媧授予血穹蒼氣勁，共可使用兩次。） 天魔門 - 元始天魔（大天魔傳人，商朝國師，紂王師傅，因自我野心極大，想取代商朝天子自立，遭紂王使計陷害，於皇城殲魔一役，遭魔帥與五先鋒、妖帥與妖哥等人、魔君、大祭師、紂王、一憂子等高手合力圍剿，最後敗於一憂子的天驚地動絕學之下，慘遭紂王吸收功力，並斷其四肢，關入天牢之中，後使用移魂大法，成功附身在被關押牢中的姬考身上。最後死於天誅雷擊。） 商朝 - 紂王 - 龍龜 - 妲己 (商朝國母，為天母聖姬座下大弟子，修練天仙銷魂法。助紂為虐，壞事做盡，最後死於白毛虎刀下。) - 大祭司(修練血焰神功，牽引九天之氣；手持一把祭司權杖，為魂祭司師兄。於奪靈人一役遭致重傷期間，遭魂祭司偷襲，悔恨而死) - 妖帥（天妖屠神法傳人，武器為一長柄狼牙棒；曾在南蠻得到天妖遺留的一小塊盔甲，藉由其中記載的心法，修練天妖屠神法，並將小塊盔甲打造成面具配戴。後於修羅幻域，得天妖卸甲與元神附身，功力大增，正式成為天妖傳人，曾一度想殺害身為天魔傳人的紂王，不幸功敗垂成而臣服旗下，後於西歧一役，因擊殺綠毛老祖，故死於憤怒的姬發之天劍劍下。） - 妖帥麾下九大高手(御前九大護衛) - 妖哥（妖帥麾下九大高手排名第一，妖帥之子，性格陰狠，武功亦剛亦柔。左腕在攻九鼎一役遭綉尉截斷，後於斷腕處裝上一三爪六刃彈刀。絕技為幽冥爪。於姬考攻商之時，詐降敵營，導致姬考後來中了商軍埋伏，最後死於憤怒的姬考之手。） - 蜂魅（妖帥麾下九大高手排名第二，絕技為蜂針魅影腳。苦戀一憂子，當初為解救皇城殲魔一役，經脈俱損的一憂子，帶往魔族求治，遭魔君陷害，非但造成一憂子被下蠱，煉製成毒人，後來更遭蠱長老逼迫而失身。於武王伐紂，為解救一憂子，犧牲性命，以自身鮮血助一憂子解蠱。） - 钓叟（妖帅麾下九大高手排名第三，絕技為追魂勾，在破九鼎奇陣時被姬昌麾下兩將之一的射將拉入陵墓四阵风阵之中同歸於盡。） - 伶鬼（妖帥麾下九大高手排名第四，絕技為無定陀，在破九鼎奇陣時被姬昌麾下兩尉之一的書尉拉入陵墓四陣水陣之中同歸於盡。） - 巨僧（妖帅麾下九大高手排名第五，絕技為瘋魔杖法，武器為月牙鏟，在破九鼎奇陣時死於陵墓四陣地陣之中） - 残魂（妖帅麾下九大高手排名第六，絕技為殘人刀。小妖之兄，在破九鼎奇陣時被姬昌所殺。） - 小妖（妖帥麾下九大高手排名第七，絕技為破陰手。殘魂之弟，鍾情燕九妹，視姬發為情敵，後被姬發所殺。） - 猪童（妖帅麾下九大高手排名第八，絕技為旋風鉞。智商不高，生性殘忍，後死於奪靈人一役。） - 燕九妹（妖帥麾下九大高手排名第九，妖帅之女，身輕如燕，輕功獨步武林，手持玄冰寶刃。後嫁給姬發，成為周朝皇后，為其誕下一子，是為周成王） - 魔帥(本名鳩狼，魔尊大弟子，能征善戰，精通兵法，武器為一柄巨斧，原為魔族領袖，後投靠大商朝，官拜大元帥，死於皇城殲魔一役。) - 魔帥麾下五大先锋 (原為七大先鋒，於倒戈圍剿魔君一役折損四名，再續添增二名，共五名，全數最後皆死於皇城殲魔元始天魔手上) - 禽先锋、兽先锋、蛊先锋、鬼先锋、石先锋 魑魅魍魎山 - 魂祭司(法力通神，善勾魂奪魄之術，修練冰焰奇功，牽引九地之氣，手持一把吊有葫蘆的木杖，乃大祭司師弟，卻心術不正，後於南楚死於姬發之手) - 萬魂幡二妖靈 - 魂怪、魂獸 - 魂祭司四大妖邪弟子 - 金魑、石魅、木魍、水魎 龍虎山 - 申公豹(龍虎山三靈之首，醉心於武學，修練三火歸元功，可操控地火當中的陽火、陰火、異火，後死於姬發天驚地動第四式:山兮鬼神驚。) - 鐵公残(龍虎山三靈之二，鐵拳無敵，殺人如草芥，生性殘暴嗜血，貪圖財寶與榮華富貴。為助申公豹抵擋天驚地動威勢，間接死於一憂子之手。) - 練公飛(龍虎山三靈之三，內力不強，但輕功絕世，生性淫邪好色，使用一把鋒利的蝠刀。因個性躁動，後遭恢復意識的一憂子瞬殺之。) 修羅幻域 - 金修羅(使用一柄禪杖，善金鐘妖法，原為天幻宮宮主，後臣服於天妖，奉其為主人聽命之，於偷襲西歧一役，遭眾人圍剿而死。) 蓬萊仙域 - 天帝（天劍持有人，善天神訣、天宮紫微掌、誅妖滅絕掌。與天母聖姬、玄姬、魔后:天花等人皆有舊情。為應天劫，遭埋伏的天妖偷襲，雖成功擊殺，卻反遭天妖元神附體，元神躲入肉身的頂門泥丸宮，為抵抗天妖支配，肉身亦整個隨之僵立硬化。後經姬發之助，元神逃入天劍之中，並命姬發毀其遭天妖附身之肉身，肉身一經摧毀，元神亦告俱滅。） - 天女 (仙域公主，天帝傳人、天母聖姬之女，身負"攝服力"天賦，修練移形換影之術，後助姬發完成伐紂大役後，即再次歸隱蓬萊仙域。) - 娲女(人稱媧姐，修練渾天寶鑑，功力達至第七層靛滄海心法，後死於南楚一役。) - 齊天大聖(天帝隨侍忠僕，猴人，修練大聖心法，棒術通神，於南楚一役力戰群雄，後因氣盡而死。) - 飛斧仙童(手持天帝遺物仙斧，最後於伐紂一役，於商朝龍脈一役，傷於妲己之手而死。) - 仙域四神將 - 托塔天王(四神將之首，手持鐵塔，後於魔族掉入溶沼魔獄陷阱之內，間接而死。) - 巨靈神(身材高大，使用兩柄流星錘，死於金魑之手。) - 二郎神(手持一柄三尖戟，後死於天妖卸甲後的妖帥之手。) - 哪吒(腳踏兩只風火輪，後死於天妖卸甲後的妖帥之手。) 白狄魔族 - 魔君(南疆魔族的领袖。本名虎智，修練黑煞魔功與九陰易脈法，善八色毒霧；與魔帥:鳩狼互為死對頭，原先兩人互爭魔族君主之位，虎智不幸敗北，後拜黑煞老祖為師，修練黑煞魔功，二次挑戰，成功擊敗鳩狼，奪下魔君之位。但不久之後，遭投靠商朝，官拜魔帥的鳩狼領軍攻擊魔族，兵敗被俘，解往朝歌，後因皇城殲魔一役，由族人救出，逃回魔族，後與姬考一戰敗北，功力遭全數吸取，成為廢人，魔君之位亦遭易主。） - 魔后(本名天花，老魔君之女，生性妖媚，甚喜床上之歡，前後與魔君、魔帥、電將、姬考等人皆有染。) - 火焰兒(魔族公主，魔君、魔后之女。) - 魔軍師(袖藏鐵筆，絕招為鐵頭功，因誤傷小花，遭姬發、鳩婆婆先後擊殺之。) - 三大長老 - 蠱長老(三長老之首，蠱毒大行家，以之控制一憂子，作惡多端，於姬考攻佔魔族後，攜一憂子，奪春光城，佔城為王，後經申公豹招募，投靠紂王，短暫成為商朝國師 ，最後死於解蠱後的一憂子之手。） - 鳩婆婆(使用七色毒霧，屢助姬發等人，毒將小花的親奶奶，三長老最後唯一倖存者。) - 魔沼長老(雷將的叔叔，居住於魔宮外的一沼澤處，擁有一只特別漁網，善泥鰍功，死於恢復金剛真身的一憂子之手。) - 七大將軍 - 雷将(魔族大將軍，魔沼長老之姪，背著一柄巨雷斧，使用雷霆魔功，與電將互為競爭對手關係。） - 電将(魔族二將軍，於西歧曾得到綠毛老祖贈與十年功力，使用無極電神功，後投奔南楚，鍾情幽兒，為救其脫險，死於妖帥之手。） - 蝎将(雷将亲妹，手持一柄長戟，柄桿中藏有利刃，出手毒辣，蠍尾腳堪稱一絕。） - 毒将(名為"小花"，善於易容術與毒術，乃鳩婆婆親孫女，死於申公豹之手。） - 铁将(使用鐵甲功，與飄渺城玄武星君同為師兄弟，後隨電將投奔南楚，於瘟癘沼域一戰，死於姬考天魔四蝕之下。） - 火将(天竺人，其噴火技與瑜珈術堪稱雙絕，後隨電將投奔南楚，與鐵將同於瘟癘沼域一戰，死於姬考天魔四蝕之下。） - 勾将(三眼人，額頭魔眼可勾魂攝魄，操人心智，後隨電將投奔南楚。武器為勾鐮刀，最後死於詐降的妖哥之手。） - 黑煞老祖(魔君虎智於敗於魔帥後所拜之師，因預謀魔族王位，魔君經仙球提示，偷襲其武功罩門眉心處殺害之。) 天母門 - 天母圣姬（玄姬的親妹，妲己的師父，修練九天聖女功，提煉媚藥"天母聖水"，善天仙銷魂法(回春法+攝魂法)媚功，與天帝傳人有過一段情，乃天女生母，其後因漸生妒心，天帝唯恐影響其女性情，進而強行帶走其女，在一怒之下，對己立誓往後要玩盡天下男人以洩憤之。前世為軒轅黃帝髮妻嫘祖，跟天魔元神加持之下的姬考以內功比拼期間，遭鄂崇禹偷襲而死。） 吼天峰魔尊堡 - 魔尊（與元始天魔齐名的魔道高手，武功名為魔光七重天，武功高強，但後敗於姬考的天魔元神加持之下，重傷期間，遭鄂崇禹偷襲而死。） - 人王(魔尊二弟子，身材高大，為人類和猿人結合的混血猿人，死於姬考之手。) 南楚 - 鄂崇禹(南楚侯，家傳武功為紫旋破神功，幼時曾染天花奇疾，後雖醫好，但腦部略有受損，有輕度弱智，靠後天努力，苦讀兼練武，逐漸復原，當剛殺魔尊，重奪南楚制權後，隨即遭姬考打敗，被迫拱手臣服於下。) - 玄姬(原天母門大弟子，聖姬親姐，修練九天聖女功，與聖姬爭門主之位失敗，出走下嫁南楚侯為妾侍，疑暗中除掉南楚侯夫人後扶正。與天帝傳人、魔尊皆有過一段情，並為天帝傳人誕下幽兒一女。前世為軒轅黃帝妃子嫫母，後因聞天帝傳人已亡，絕食而死。) - 鄂幽兒(天帝之女，魔尊三弟子，南楚郡主，與天女同擁有"攝服力"之術，武功學自魔尊的魔光五重天，鍾情於姬考。) - 鄂破天>(南楚侯鄂崇禹之子，南楚世子，幼時南楚侯將之送至雷電門學藝，23歲學成南歸，生性卑劣，貪生怕死，後死於"已死的晴兒"(白毛老祖借其身傳功擊殺)之手。) - 鄂崇禹麾下兩相兩將 - 白相、黑相、猿將(統帥紫猿營)、鵰將(統帥紫鵰營) 西域雷電門 - 雷電老門主 (已死，當年以己驚世武藝，掃平西域二十四個大小門派，統一西域武林。於己瀕死前，將畢生功力傳給其女晴兒。) - 雷電門副門主 (已死，與黑毛、黃毛二老祖共同謀權叛變，最後遭晴兒和其他三老祖共同擊殺之) - 晴兒(雷電門現任門主，因父親傳功之助，內力深厚，因擁有超強電勁，故輕功、腿功堪稱一絕，後敗於南楚一役，姬考之手，因情人鄂破天的見死不救，最後不幸身亡。) - 五大老祖 - 綠毛老祖 - 白毛老祖(與綠毛老祖互為生死之交。) - 紅毛老祖(個性急躁，好勇鬥狠，死於姬考天魔四蝕之下。) - 黑毛老祖(已死，與副門主、黃毛老祖共同謀權叛變，最後遭晴兒和其他三老祖共同擊殺之。使用一把長槍。) - 黃毛老祖(已死，與副門主、黑毛老祖共同謀權叛變，最後遭晴兒和其他三老祖共同擊殺之。) - 四大護法 - 風神、雨神、雷神、電神 - 雷電上人(電將的傳功師父，因於雷電門內屬不入流的低階門徒，是故出走南遊，故方得巧遇電將。) 羑里怨宮 - 妖女刑花(羑里怨宮之主，鍾情於姬昌，後成為姬昌繼室，因為解救姬昌與成為毒人的一憂子之師兄弟之戰，最死於一憂子之手。) - 刑天五子戰士 - 刑怨、刑哀、刑怒、刑恨、刑傷 天誅 |

| 主角 - 嬴政（秦國王孫嬴子楚之子，史稱秦始皇，修練渾天寶鑑，功力達到第九層血蒼穹。在最後與成蟜的最終決戰，經鄒縱天指點，成功悟出九式逆轉，返璞歸真絕招，成功大破成蟜的玄宇宙。） 秦國 - 嬴稷（秦王，史稱秦昭襄王，高齡七十五。赦免蜀山派，任用該派兩大高手:琴魔、畫魔，作為昭王終身密探） - 嬴柱（秦王子，又稱安國君，史稱秦孝文王，繼位後，與雙魔密謀誅殺呂不韋、贏政二人，最後遭呂不韋殺害，在位僅三天） - 華陽夫人 - 嬴子楚（秦王孫，又名異人，史稱秦莊襄王，在位三年） - 嬴政（嬴子楚長子，主角） - 成蟜（嬴子楚次子，異人與孤娥之子，先後拜越劍父、天地雙絕為師。修練冰火五重天，以及後期的玄宇宙，最後因為雙絕的傳功之助，成為唯一一個正式成功修畢玄宇宙化劫、歸真境界的高手。曾一度與其兄贏政交好，後因春雨姬逃婚之故，性格轉為暴戾，多次姦辱其身洩憤，後春雨姬亦死於其手。中期因呂不韋派洛陽酒仙等三人，欲將其暗殺，遭胡瘋死前毀其一目，後成為獨眼之人。與贏政的最終一戰，敗於其九式逆轉，反璞歸真絕招之下，戰敗後，被正式流放秦國西境國外，終身不得返回。） 秦子候陣營 - 子候（安國君之子，後畏罪自殺） - 王陵（秦國五大夫，原為楚人，受春申君之恩，甘為楚國做其內應，） 呂不韋相府陣營 - 吕不韋（韓國陽翟巨賈，富甲天下，身負鋒、藏、颺三大絕學。因在趙國，見到淪為秦國人質的王孫異人，認為奇貨可居，助其成功返國，奪權登位，乃秦國政治後期最主要幕後操控者。坐騎名為「追風」） - 袖舞（贏政之母，始終鍾愛呂不韋一人，因呂不韋之因，後嫁於異人為妻。） - 赵格非（趙高之父。） - 赵高（因贏政無心之故，不幸傷及下體，無法人道，但對贏政始終忠心耿耿，後修練秦宮密藏的青鑑秘卷，功力大增。） - 頓蘭明、賀不悔、蒙不仇（三人皆遭無求子殺害。） - 王翦（與贏政不打不相識，拜服其武功、兵法、雄圖壯志，成為贏政的左右臂膀將領。） - 「洛陽酒仙」酒泉子（呂不韋請來的三大高手之一。嗜酒如命，善千杯逍遙訣，後死於紫煙之手。） - 「天外流星客」司馬滅絕（呂不韋請來的三大高手之一。著名殺手，好功名，後死於鐵城之手。） - 「鬼域風沙」胡瘋（呂不韋請來的三大高手之一。愛佔便宜，後死於成蟜之手，但死前亦毀其一目作為死亡代價。） 越劍父太尉陣營 - 越劍父（自斷右臂與左足的高手，成蟜之師。修練冰火五重天至第四重境界，受孤娥之託照顧成蟜，後成蟜敗於贏政後，於孤娥墳前自盡而亡。） - 冷心（越劍父請來的三大高手之一，乃三大高手功力最高之人，修練絕學斷水流，背後所背的竹製書箱，可發出二十八種不同的暗器，後死於趙高與呂不韋合攻，爆體而亡。） - 紫煙（越劍父請來的三大高手之一，善使毒煙、武器為兩把單刀，後死於冷心之手。） - 鐵城（越劍父請來的三大高手之一，體格壯碩，善使奇門遁甲(遁地)之術，後被嬴政絞殺。） 渭水派（劍閣） - 剑帝（渭水派掌門，金晨曦水晶的持有者。劍術超絕，背後背有五把利劍。） - 丈夫劍、倩女劍（兩人後遭越劍父以冰火五重天襲殺，丈夫劍被燒死，倩女劍遭凍死） - 掃帚劍、腰帶劍、空鞘劍（後掃帚劍遭琴魔襲殺，腰帶劍與空鞘劍則被鐵城偷襲殺死） - 六劍僮（後全部遭紫煙毒煙毒殺。） 蜀山派 - 隔世谷天地双绝 - 天绝、地绝（蜀山派的最強高手組，兩人為兄弟，玄宇宙水晶的持有者，因為修練玄宇宙而閉關，後覆王命出關，兩人合體，可使出玄宇宙第二階段最強絕學:歸真。） - 琴畫雙魔 - 「琴魔」蠶蜀日（蜀山派高手，畫魔之兄，受秦昭王之恩，成為其終身密探。絕招有四，為:琴挑、怒琴哮、琴斷人亡、千刀琴煞，後死於渭水派劍帝之手） - 「畫魔」蠶蜀月（蜀山派高手，琴魔之弟，受秦昭王之恩，成為其終身密探。絕招有三，為:刀筆雙絕、魔刀血畫、斷魂丹青，死於呂不韋之手。） - 魚氏五傑 - 魚龍子、魚虎子、魚赤子、魚誠子、魚義子（蜀山派弟子，練有一套五人合使的刀法。） - 刁氏三雄 - 刁寒天、刁寒川、刁寒原（蜀山派弟子，練有一套三人並排傳功的內功。） 赵國 - 平原君(戰國四公子之一，修练玄冥幻功。) 燕國 - 姬丹（燕國太子，性格卑劣，為達目的，不擇手段，曾當著贏政面前，姦辱其青梅竹馬季朝雲。修練先天乾坤功，後求得周武王後人贈於先天乾坤功卷軸，成功修練第七式天驚地動。後遭贏政成功破解，並擊傷其下體，丹田損毀，武功盡失，終身不能人道。） - 季朝雲（嬴政的青梅竹马，被姬丹强夺污辱，懷有他的孩子，只好嫁予姬丹。） 齊國 - 齊王室 - 齊王(靛滄海水晶的持有者，未修練，將其收藏在齊國皇宮，後被呂不韋半威脅，繳交給予贏政。) - 齊太子田昭(紈袴子弟，不學無術，與燕太子丹狼狽為奸。) - 田氏一族 - 田猛(齊國第一勇將，齊國英雄田單後人，善祖傳的火牛陣法，練有五嶽摧絕學。與嚴肅交好，後拜環無為師，死於贏政之手。) - 闖將、悍將、彪將、怒將(田猛旗下四大將領。) - 孟嘗君(戰國四公子之一，已身故。自創紫微聖鑑，血蒼穹水晶的前一任持有者，因強練血蒼穹，後導致走火入魔而死。) - 田玄子(孟嘗君之女，魏國信陵君得力助手，一身赤甲裝，血蒼穹水晶現任持有者，修練血蒼穹，最後死於成蟜之手。) - 稷下學宮 - 道派 - 環無（齐国祭酒，齊國稷下學宮道派首領，心思縝密，武功高強，絕學為五龍道，但熱中名利，機關算盡，最後死於嬴政之手。） - 环燕（環無之女，小靈女之母，靈山老妖媳婦，為救贏政，遭父親環無誤殺而死。） - 兵春、穢夏、書秋、浴冬（環無四弟子。） - - 儒派 - 列中庸（齊國稷下學宮儒派首領，韓非、李斯，皆為其門下之徒。） - 韩非(齊國稷下學宮，儒派首領列中庸之徒) - 李斯(齊國稷下學宮，儒派首領列中庸之徒) - - 陰陽派 - 鄒縱天（原為齊國稷下學宮百家首領，後遭環無設計陷害下獄，曾在獄中幫嬴政續筋，後與嬴政成功逃獄，在嬴政、成蟜最終一戰，從旁觀察，給與嬴政「道之本」提示，讓嬴政悟出九式逆轉絕學。） - 鹽幫 - 嚴肅(鹽幫幫主，曾受恩於呂不韋，視其為大恩人，練有大海破絕學，與田猛因泰山論武後，成為知己好友。用海底精礦，冶煉兩把神兵:太淵刀與柔晶劍，後贈予贏政。) - 嚴恩（嚴肅之子。） - 金長老嚴正、銀長老嚴義、銅長老嚴道、鐵長老嚴德 - 靈山 - 靈山老妖（小靈女的爺爺，武功高強，但後來遭環無絞殺。） - 小靈女（環燕之女，靈山老妖孫女，最後成為贏政后妃。） - 無求峰 - 無求子（嬴政在齊國的師傅，暗戀袖舞，心術不正，後遭嬴政擊殺。） 楚國 - 春申君（戰國四公子之一，武功高強，修練火尊訣，坐騎名「火驊騮」。） - 大靈巫 項魁（修練盤古擊，持有百靈杖。） - 四大靈巫 - 天祭巫 項陽、地祭巫 項石、火祭巫 項焰、水祭巫 項汹 魏國 - 信陵君（戰國四公子之一，本名魏無忌。一身金甲裝，名為蚩尤戰甲。武功高強，練有羲和大日玄功、羲和小日輪，與吼天戰拳，最終絕招名為吼天滅世。坐騎名為「麒麟驄」。） - 先鋒高虎戰、左輔韓懷功、右弼孟橫江、後援魏宣威 天母门 - 春雨姬(天母门主，喜欢嬴政，因為一場誤會，轉而憎恨贏政，利用成蟜想讓他們兄弟互相殘殺，婚禮上，嬴政拿出春雨樓撿到春雨姬的頭飾，證明確實有赴約前往，兩人誤會冰釋後，春雨姬竟當眾要逃離成蟜身邊，遭到成蟜憎恨，隨後被成蟜手下冷心轻易打败掳去， 穴道被點下，動彈不得，被成蟜多次强姦，更被掌摑. 在外的眾人都聽到她被虐待慘叫,紫煙不堪好姐妹被成蟜凌辱，遂帶她逃走尋找贏政，卻被成蟜等人隨後追上, 為了避免贏政被冠上罪名殺害，強迫贏政不得出手，自己出手想向成蟜報仇, 結果節節敗退，被成蟜虐傷, 最後選擇自杀。其骨灰，嬴政將其貼身收藏，以示不忘要為其報仇，後來嬴政與成蟜最終一戰，因其骨灰包被擊毀，骨灰四散，進而令贏政悟出逆練渾天寶鑑的最終絕招。） |

| 主角 - 刘邦（沛公，史稱汉高祖） - 项羽（戰國末期楚國名將項燕之孫，史稱西楚霸王，後在烏江自刎而死，死後與張良困於阿鼻地獄達八百年，在隋末時轉世為楊玄感） 秦國 - 嬴政（史稱始皇帝） - 扶苏（嬴政長子） - 胡亥（嬴政十八子，史稱秦二世） - 趙高 - 蒙恬 - 蒙毅 - 章邯 大內八聖士、四鐵衞 徐家 - 徐福 漢軍 - 劉邦 (主角) - 张良 - 任横行（外號:瘟神，造成博浪沙刺秦事件，趙國大將李牧之義子，劉邦之義兄） - 田霸（齊國田橫之子，刺秦事件中的抛椎者） - 韓信 - 蕭何 - 曹參 - 樊噲 - 夏候嬰 - 周勃 楚軍 - 項羽 (主角) - 項梁 (項羽之叔父) - 范增 (項羽之軍師，項羽稱其為亞父) - 虞姬 (項羽之妻) |

| 主角 - 李世民（李渊次子，史稱唐太宗，摩訶葉之徒，身負極樂正宗六神訣絕學，除不外傳的如來破外，其餘五式盡皆學會;後於南蠻釋族，修得正宗六神訣之雷神疾、金剛解、羅漢洩、菩薩滅，以及自行參梧的觀音亂，並習得「佛動山河」、「佛問伽藍」兩式如來神掌。先後結交瓦崗寨寨主程咬金、李靖、紅拂女、虯髯客風塵三俠、張天嬌、道家李淳風等豪俠異士，逐漸找到自我的生存價值，並逐步培養出成皇的必備素質。為重鑄天劍：萬雷天劍的持有者。五大帝星中的雛龍之星。） 隋朝 - 隋文帝楊堅（隋朝開朝皇帝，天劍的原主人，因遭楊廣以之弒父，造成天劍失去靈力。） - 楊勇（隋文帝楊堅長子，生性懦弱，遭其弟楊廣殺害） - 隋炀帝楊廣（隋朝皇帝，因摩訶葉之助，殺兄弒父，簒奪帝位，因不滿被摩訶葉在背後操作，秘密尋找絕世武學，後於天魔門遺址，找到當年元始天魔親記的天魔獸皮，以血餵皮，成功練成天魔四蝕，成為新一代的天魔功传人，並在討伐叛軍王薄一役，屠殺所有叛軍，以其血肉助其練成最終絕學：天魔極樂。後於驪山秦皇陵，得到嬴政的太淵刀，並強行用其魔血幻化成太淵魔刀，但亦遭摩訶葉趁其身於秦皇陵之際，攻陷首度大興城，隨後退守南方江都城，與李世民最終一戰，因瘋狂吸收星力，最後爆體而亡。五大帝星中的魔帝之星。） - 四密探（左眼、右眼、左耳、右耳） - 三大忠臣（榮國公來護兒、正議大夫薛世雄、左驍騎大將軍屈突通） - 楊素（隋朝丞相，楚國公，修練食月陰經，配合月亮圓缺，威力無窮，為人陰險，楊廣的重要謀臣，後死於霸魂初醒的楊玄感誤傷之手，但因為看出其子未來可成霸業，含笑而死。） - 楊玄感（杨素之子，再世霸王，一開始修練烈焰功，在瓦崗寨外，與李世民交手，不幸被其劃傷臉部，造成毀容，因而種下對李世民的仇恨種子。隨後在烏江，因體內項羽的霸魂覺醒，召喚烏駒，奪回雷刀，所向無敵，並在秦皇陵，成功召喚被秦始皇嬴政鎮壓的江東楚國子弟冤魂，並組成一支強勁的俑兵勁旅。鍾情於單月，認為她是虞姬轉世。後於長城與摩訶葉一戰，一路打到陰朝地府，最終因不敵十八殿眾閻王合力圍剿，霸魂再次被鎖在阿鼻地獄，永世不得超生。五大帝星中的霸王之星。） - 綺羅軍（虎豹雙妞） 李閥 - 李淵（李閥閥主，身負家傳戰陣七式，無陣為最後的殺手鐧，手持大帥刀，後期則持有自秦皇陵獲得的任橫行神矛。因摩訶葉率軍攻陷大興城，被扶持稱帝，成為唐朝開國君主，史稱唐高祖。後於玄武門之變，遭摩訶葉廢功。五大帝星中的元祖之星。） - 李建成（李渊長子，一開始武功平凡，但生性狡詐，趁朝陽與楊廣一戰，偷走朝陽自李氏宗祠搶奪的天妖戰甲與狼牙妖棒，成為繼朝陽之後，第二任天妖传人，修練天妖屠神法。於玄武門之變，融合妖嬰妖力，形成雙妖妖力，後遭李元吉吞食其身，卻反客為主，並成功悟出，以李氏血脈為引，魔妖融為一體之道，成為第一位魔妖合體的最強狀態，後死於李世民之手。） - 李世民（李淵次子，主角） - 「李世民」 (真正的李世民，李世民的孿生兄長，為人仁慈，但性格懦弱，武功平庸，後被李世民(弟弟)殺害，以取代而其身份) - 李元吉（李渊三子，身材肥胖，生性貪婪，牆頭草性格，起初時常依附李建成，後遭李建成逼迫學天魔功，遭天魔獸皮吞食，因禍得福，反於短時間內成功練成天魔功，成為繼楊廣之後，第二任天魔功传人，發功時，額頭會顯現出天魔獸皮的斑紋，並取代楊廣的魔帝之星，並反過來壓制李建成，迫其為之效命。後於玄武門之變，因執著的成魔意志，讓留於太淵刀內的嬴政與楊廣魂魄，願意助其一臂之力，融合大天魔，成為雙龍大天魔型態。因貪圖李建成，欲強行吸收，卻反遭其吸收，最後與李建成，一同死於李世民之手。） - 李元霸（李渊四子，大鵬鳥轉世，天生神力，李淵怕其傷及他人，從小用特製的玄鐵護腕，銬於雙腕，加以封印。後於秦皇陵，獲得秦末刺秦義士：田霸的天錐，以及任橫行的神矛。因為救二哥李世民，被楊廣擊至重傷，最後將其身軀，刺入嬴政骸骨所握持的血蒼穹天晶，用自我全身之血，灌入驪山龍脈，助李氏達成成皇天命之數。） 天策府 - 程咬金（瓦崗寨第二任寨主，師從瞿讓，外號混世魔王，師傳七道班斧，因資質有限，只能領會三道班斧，但威力仍舊驚人。兒時因家貧飢餓，啃食降龍木，導致胃腸不佳（此也造就後來養成暴食習慣，從體態瘦小，變成一個大胖子），每當催發功力，都會放屁，放的屁越大越響，功力會更加提升。因遭李密陷害，丟失瓦崗寨，與李世民不打不相識，在瓦崗寨秘道，得瞿讓的金銀雙斧，後娶婀娜為妻。本身禿頭，所以習慣在手下面前戴頭盔，增加其威勢。） - 秦瓊（瓦崗寨第三把交椅，對程咬金忠心耿耿，善使一對金鐧。） - 李靖（卧龙药师，娶红拂女為妻，自創臥龍劍法，助李世民取天下，後率軍剿滅東突厥。） - 尉迟敬德（李靖家臣，善使烏金蛇矛。） - 红拂女（李靖妻子，本名張出塵，原為楊素丞相府當紅藝妓，後與李靖一同叛逃，與虯髯客結拜為義兄妹，與之和李靖，合稱風塵三俠。） - 李淳風 - 薛仁贵 - 玄奘 宇文閥 - 宇文述（宇文閥閥主，陰險狡詐，身負家傳大漠魔狼殺絕學，以及獨特的水鏡神功，於南蠻，曾以水鏡神功殺害釋空，並嫁禍給白虎王虯髯客） - 宇文化及（宇文述之子，身負家傳大漠魔狼殺絕學） - ＊左右雙煞 - ＊天鷹將、兇蛟將、狼嚎將、斷嶽將 極樂正宗 - 摩訶葉（極樂正宗宗主，婆羅門教教徒，身負極樂正宗六神訣絕學，一開始助楊廣殺兄弒父奪帝位，但間接使天劍失去靈力，改而至敦煌，張良作化之地奪取項羽的雷刀。於李家成功偷走剛出生的李世民，收其為徒，在命之殺其孿生胞兄，重回李家，因敗給再世霸王楊玄感，決定毀六識，練如來神掌，共習得兩式神掌：佛光初現、佛動山河。最初的武器是一把九環刀；奪得雷刀後，短時間使用雷刀；敗於楊玄感，雷刀遭奪，改以佛祖的禪陣法杖與心光法令為兵器。生有二女：靈姬與單月。率聖戰大軍，趁楊廣進入秦皇陵，攻下大興城，扶持李淵稱帝，並在長城一戰，擊敗楊玄感，玄武門之變，幕後影武者。於天可汗篇，為點化入魔的李世民，而死於其如來神掌之下。除楊玄感之外，乃本作最強的武學高手。） - 單清風（太初教掌教，號無垢散人，摩诃叶愛人，曾奉朝陽之命，接近摩訶葉，但轉而愛上摩訶葉，後離其而去，隨後憂鬱而死。與摩訶葉生有一女單月，身上有一塊摩訶葉當初給予的極樂令牌。） - 單月（摩訶葉長女，摩訶葉與單清風之女，與李淳風的一場誤會，導致轉而鍾情於楊玄感，後楊玄感戰死之後，性情大變，誓言殺進害楊玄感戰死的所有相關人士，依附李建成，狼狽為奸，狠心傷害同父異母的姐妹靈姬，最後惡貫滿盈，死於李淳風之手。） - 靈姬（摩訶葉次女，李世民的青梅竹馬、後為李淳風之妻，個性刁鑽，除摩訶葉外，唯一一位會極樂正宗六神訣如來破絕學之人。曾在峨眉金鼎，遭妖化的朝陽姦辱，後懷、產下妖嬰，該妖嬰即日後的武則天，為女帝武則天之生母。死於其親姐妹單月之手。） - 武則天-武曌（靈姬與朝陽天師之女） - 五部眾（車離部、阿賴部、沙也部、法刑部、陀羅部）（摩訶葉的徒弟，各授一式六神訣：車離部授菩薩滅，阿賴部授羅漢卸、沙也部授觀音亂、法刑部授金剛解，陀羅部授雷神疾。） 正一道 - 朝陽天師（正一道大師兄、掌門，因敗於摩訶葉，閉關峨眉金鼎，期間遭天妖精靈誘惑，撲滅太上老君八卦爐的剩餘三昧真火，釋放天妖精靈，遭其附身，成為新一代天妖屠神法传人，曾因体内的天妖作祟而失去理性奸污灵姬，乃武则天之生父。與摩訶葉一戰，丹田遭擊碎，前往李氏宗祠強奪天妖戰甲與狼牙妖棒，後於正一宮道觀，遭楊廣襲殺，因期間為提升妖力，無情殘殺正一道弟子，敗於楊廣後，被其餘正一道亂刀殺死。五大帝星以外的天妖之星） - 幻忘子 (正一道之二師兄、棄徒，本為富户之後，因戰亂而投靠正一道，後因私煉迷藥並姦污女信徒，而被朝陽天師追殺而離開正一道並投靠楊素，楊素死後跟隨楊玄感，後被虬髯客清理門戶) - 玄如晦（正一道三弟子，自幼體弱多病，故武學造詣不高，全心專注於道數修為，後正一宮遭極樂正宗滅門，本身亦死於五部眾之手。李淳風的師父） - 虬髯客（正一道四弟子，人稱小張，從小由玄如晦養大，後不欲與大師兄朝陽競爭掌教之位，遠走南蠻，成為白虎王，與李靖、紅拂女並稱風塵三俠，與雪兒生有一女張天嬌，絕學為虎嘯皇拳，曾在流浪期間，到過羅馬，指點過當時的黃金可汗百里獨步，使其終能獨當一面。五大帝星中的白虎之星。） - 李淳風（正一道第二代弟子，推背圖創始人之一，因緣際會入天道仙府，得正一道創教祖師郭純陽的純陽寶劍、玄天寶籙，及其內丹修為（但內丹後遭朝陽強行奪取），隨後在峨眉山，獲太上老君座下巨龜帶引，進入仙界兜率宮，得靈錢法眼與無定寶匣。道術修為甚高，於尋找秦皇陵、長城之戰與玄武門之變，皆有貢獻。） - 袁天罡（正一道第二代弟子，推背圖創始人之一，天可汗篇登場，曾因測到李淵一脈乃新朝天子而一度違反天命，曾扶植朝陽天師為新朝天子，後雙腳殘廢，終身以輪椅代步。） 瓦崗寨 - 瞿讓（原瓦崗寨寨主，收程咬金為徒，並死前傳其寨主之位） - 程咬金（現任瓦崗寨寨主，號混世魔王，。） - 李密（瓦崗寨第二把交椅，心術不正，勾結外人，陷害程咬金，奪寨主之位，後依序依附楊玄感、李建成等人） - 秦瓊（瓦崗寨第三把交椅） 南蛮释族 - 释姥姥（練正宗菩薩滅，深信釋法的伏魔尊者之說。） - 释戒（釋姥姥長子，練正宗金剛解） - 释空（釋姥姥次子，練正宗羅漢卸，遭宇文述以水鏡神功殺害，並嫁禍給白虎王） - 释慧（釋姥姥幼子，練正宗雷神疾） 南蛮霸象族 - ㄚ烏（霸象族族長，與白虎族互相敵對，暗戀張天嬌，死於楊玄感一刀之下。） 南蛮白虎族 - 白虎王（即虯髯客） - 張天嬌（虬髯客之女、李世民的挚爱，善仙鶴神鞭。後於天可汗篇，被突厥四君長殺死，令李世民因而入魔） - 婀娜（張天嬌婢女，身材肥胖，攻擊敵人，全身會縮成一顆大皮球，後嫁予程咬金，武器是程咬金原先所持的一支班斧。） - 白虎三將（鐵將、騎將、箭將） 羅馬、突厥 - 百里独步（罗马第一勇士，在突厥人稱黄金可汗，楊廣義弟，虬髯客昔日的好友） - 黑巫天女（效忠百里獨步，善黑巫魔法，為楊廣四大密探：左右眼耳的師傅。） |

| 主角 - 龙戈儿（李唐後人、神掌傳人，天生紫龍皇命，後來輸血救赵匡胤，而改變命格） - 极恶龙戈儿（由龙戈儿压制的邪念和魔弥陀的再生异血形成，与龙戈儿多次在物理与精神世界剧鬥） - 赵匡胤（原本天生苦命，獲得龙戈儿輸血救命，而改變命格成皇，史稱宋太祖） 一邪宮 - 皇甫极（一邪宫主、突厥可汗，史上正式练成浑天宝鉴第十层的第一人，武功天下無敵） - 仙剑神尼（本名程如花，皇甫极之妻） - 千歲法王（皇甫极和仙剑神尼的兒子） - 柴荣（神掌傳人之一、皇甫极之徒弟，修練兼備如來神掌和浑天宝鉴兩家之長的浑天神掌，史稱后周世宗） - 陈抟（外號麻衣天师，皇甫极的得力助手） 双飞堡 - 云师（前双飞堡主，项无恨师父） - 云飘飘（云师之女、项无恨师妹，使仙索飞铃） - 项无恨（双飞堡主、项羽后代，创出紫雷刀法第九击） - 鳳飛飛（项无恨夫人，龙戈儿第一個喜歡的人） - 双飞堡二老 - 云宇、云宙 - 双飞堡三尊 - 金尊、玉尊、铜尊 三绝观 - 天魔（三绝观主，练成魔典真经天关） - 地魔（天魔師弟，练成魔典真经地关） - 人魔（天魔師弟，练成魔典真经人关） 其他 - 魔弥陀（天竺人，练成八式如来神掌，思想偏激曲解佛经，死后被龙戈儿点化得道） - 李无名（李唐遗孤，习得三式如来神掌，龙戈儿启蒙师父, 被武林人士围攻重伤, 传功予龙戈儿后虹化） - 东海一奇（龙戈儿徒弟，因龙戈儿不愿意拜师，为了七旋斩绝学不用失传反过来拜龙戈儿为师） - 银铃（护龙大使） - 骷髅魔 - 蓝渊 - 白魅 五代十國和其他 - 耶律德光（大辽皇帝） - 李煜（南唐皇帝/李后主） - 赵光义（赵匡胤之弟，史稱宋太宗） - 郭威（后周皇帝） |

| 主角 - 朱元璋（本名朱重八，身兼明教的先天日王和後天月王之身份，史稱明太祖贫苦出身，父母早亡，年轻时因缘际会与“神棍”刘基（刘伯温）成为莫逆之交，同时失去了恋人巧巧，与元廷亲王罕雷结下了仇恨。之后受军前辈指点在黄觉寺修行，后成为丐帮弟子，数年后执行任务时与成为“再世诸葛”的刘伯温再次相遇，从此奇遇不断，踏上了光复汉族、平定乱世、拯救万民、一统天下的帝王之路。最终推翻元朝，开创了大明王朝，成为一代天子。） 應天府（朱元璋勢力） - 朱元璋(主角) - 朱标（朱元璋長子） - 朱棣（朱元璋四子，繼承父親天生日月雙王之力，張松溪之徒弟，日後史稱明成祖） - 刘伯温（本名刘基、神棍(朱元璋專稱)、外號再世諸葛，朱元璋摯友和首席軍師，掌握「天翔五靈」之一的「萬象真藏」） - 李善长（軍師，儒黨之首） - 胡惟庸（李善长之學生，殺害洪大龍之真凶，以超越李善長和劉伯温為目標） - 徐达（軍前輩指導的弟子之一，掌握「武神戰器」之近玫形態） - 常遇春（軍前輩指導的弟子之一，掌握「武神戰器」之遠攻形態） - 藍玉 (俞岱巖之徒弟，後期擁有「飛將戰器」) - 汤和 (朱元璋之同鄉及童年時之好友，朱元璋在丐幫及隨軍時，已在朱元璋身旁) - 花云 - 陈德 - 胡大海（元帥印大會時為「力士隊」成員，曾對韓琳兒有好感並改投白蓮教，因韓琳兒對教外人士無情而改投朱元璋，後再遇韓琳兒成為其丈夫，並復投白蓮教，白蓮教衰落後復投朱元璋，鄱陽湖之戰中死於陳友諒手上) 白莲教 - 韩山童（白莲教教主，文韜武略的不世英才） - 湘湘（韩山童之妻） - 韩林儿（韩山童、湘湘之女、本名韩琳儿，出生時因母親多施行神遊物外大法而成痴呆，母親死後被父親冰封，父親死後因父母的元神相助恢復正常意識，並繼承白莲教主之位，外號小明王，對胡大海有好感，後與胡大海結為夫妻並誕下龍鳳胎，誕下兒女後精神力減弱，夢想成為女帝） - 马秀英（韩山童義女、外號白莲天女，後來成為朱元璋之妻子） - 刘福通（白莲教副教主，韓山童死後成為雙教主之一，再世阿斗、大龍頭） - 芳芳（刘福通之妻，三姊妹中的大姊，精於策略） - 婷婷（刘福通之妻，三姊妹中的二妹，精於武毅，三姊妹中唯一戰死之人） - 雯雯（刘福通之妻，三姊妹中之三妹，精於機關） - 刘小通（刘福通之子） - 花花大师（韩山童得力助手） - 郭子興 (反元義帥，聽命於韓山童，賞識朱元璋) - 郭天敍 (郭子興之子，單戀馬秀英，妒忌朱元璋) 明教 - 阴阳法王（白莲教前任教主，死於第二代的蒙古十三翼手上） - 日宗 - 日阳君（明教元老，日宗前任宗主。自创【逆阳神鉴】，却走火入魔、发疯杀人，被关入日宗禁地，机缘巧合被朱元璋治好，并收朱元璋为义子，传授其日宗武功。黄河起义时被白衣世尊背叛，失去一只眼并被囚禁。大毒突围时被胡惟庸算计，虽然暂时恢复了战力，但最后在毫不知情的情况下力竭而死。） - 白衣世尊（日宗宗主，虽然还算有民族大义（王罕、诃额仑想交易日宗的基础武功时表示自己和日阳君的斗争只是内部事情，绝对不会当汉奸）但利欲熏心、机关算尽，暗算师叔日阳君，后在和日阳君、王罕、诃额仑混战中吞噬了三人的内力，实力大增，并练成了焦阳剑煞，杀害十三翼哲别，最后被明神武典初成的朱元璋剝皮及擊敗而死，是最早影响朱元璋的人。） - 世尊之子（天縱奇才，白衣世尊之子，寒月武之死的作俑者，自創不正確的明神武典，曾成為波斯明教教主及打敗朱元璋，後被朱元璋打敗及被月影姬所殺，死後「陳友諒」控制成為飛將戰器之主人，其後再被朱元璋擊至灰飛煙滅） - 月宗 - 黑冠摩尼（月宗宗主，於白鹿莊被鐵木真擊殺） - 寒月武（黑冠摩尼徒弟，月王的候選人） - 月影姬（黑冠摩尼徒弟，與寒月武是一對情侶） - 明教十旗使 - 刀大洋(狂风旗使，聽命月宗。被帖木儿拷问不屈而死) - 红十髪(疾电旗使，聽命月宗，於皇覺寺之戰死於札木合之毒功) - 多情夫人(乱云旗使，聽命月宗，坐暗藏機關之輪椅，於大都之戰死於虎之手) - 冷漠(霪雨旗使，聽命日宗，於皇覺寺之戰死於札木合之毒功) - 庞然(暴雨旗使，聽命日宗，於皇覺寺之戰死於札木合之毒功) - 栋宇(乙木旗使，聽命日宗) - 邓通(戌土旗使，聽命日宗，因武神戰器之而着魔後敗於張君寶之手) - 铁塔(庚金旗使，聽命日宗，於大都之戰死於赤老溫之手) - 冽方(癸水旗使，聽命日宗，於黃河起義時在下游遭脱脱為首元軍圍剿死於亂軍之中) - 烽烟(丙火旗使，聽命日宗，在白衣世尊背叛日阳君时站在白衣世尊一方。后看不惯白衣世尊所作所为出口谏言反被杀) 丐帮 - 伍无求（丐帮刑法長老，伍無欲之兄，視朱元璋、湯和為叛徒，後在黃河下遊死於朱元璋之手） - 伍无欲（丐帮新任刑法長老，伍無求之弟） - 丐帮十二生肖 - 鼠窃（听命于伍无求，在定远阻碍朱元璋，后被朱元璋和月影姬联手杀死） - 水牛（死於洪大龍之手） - 虎（高麗人，奇皇后之大師兄，元帥印大會中為丐幫虎隊隊長，曾喬裝成朱元墇殺死元順帝，曾與奇皇后合謀支配元朝，因奇皇后反侮而被俘，後死於奇皇后之手） - 狡兔(元帥印大會中為丐幫龍隊成員，後和羊牯與虎勾結出賣洪大龍，於大都之戰死於朱元璋之手) - 羊牯(元帥印大會中為丐幫龍隊成員，後因嗜賭而被迫和狡兔與虎勾結出賣洪大龍其後被擒，在洪大龍之靈堂內被朱元璋的火勁活活燒死) - 龙（本名洪大龙、上任幫主義子，是朱元璋最敬佩的大哥，於朱元墇被罕雷追殺時曾暗中襄助，也是上任幫主指定的繼承人，接任幫主後即與元廷劃消界線，曾與合撒兒交手並被廢去一臂，元帥印大會中為丐幫龍隊隊長，後被王保保、虎、罕雷、合撒兒圍剿而重傷，後死於受李善長之命混入丐幫之胡惟庸之手） - 蛇郎（听命于伍无求，在定远阻碍朱元璋。在大都死於洪大龍之手） - 战马（在大都死於洪大龍之手） - 铁马騮(丐幫十二生肖之一猴，於黃河之戰中與一群猴子猴孫擒下重傷的日陽君，元帥印大會中為丐幫虎隊成員，於大都之戰中死於朱元璋之手) - 鸡鸣（听命于伍无求，在定远阻碍朱元璋，后被朱元璋和月影姬联手杀死） - 狗盗（听命于伍无求，在定远阻碍朱元璋，后被朱元璋和月影姬联手杀死） - 猪耙-小玲瓏 (真正身份為道術少女「小玲瓏」，後成為劉伯温之妻子，元帥印大會中為丐幫龍隊成員) 武当派 - 张三丰（武当掌門，詳情見「宋朝」） - 武当七侠 - 宋远桥（武当七侠之首，張三豐不在武當時任代掌門，道術武功都很高強，在武當滅門後被拖雷煉成行屍，再被常遇春打敗） - 俞莲舟（武当七侠第二，擅长轻功和滑翔飞行，後被拖雷以飛將戰器殺死，後更被王保保以薩滿魂術擊殺元神） - 俞岱岩（武当七侠第三，张翠珊之戀人，藍玉之師父，与金刚石结合之後成為金刚石身，曾被大薩滿以咒術洗腦成「朮赤」，成為王保保手下，後得張翠珊以劉伯温所製法寶來回復） - 张松溪（武当七侠第四，最接近「真武」境界之人，擅长柔拳，朱棣之師父） - 張翠山（武当七侠第五，俞岱岩之戀人，張士誠、張士德之妹，本名張翠珊，擅長劍術） - 殷利亨（武当七侠第六，只懂术数，不懂武功以及人情世故，在武當滅門後被拖雷煉成行屍，再被常遇春打敗） - 莫声谷（武当七侠第七，死於拖雷之黑死） 其他反元勢力 - 张士诚（本名張九四、鹽幫出生） - 沈万三（张士诚好友，掌握「天翔五靈」之一的「聚寶盆」） - 张士德（张士诚之弟，张士诚陣營最強者） - 大方真人 (劉伯温之師父) - 空澄大师 (皇覺寺的住持方丈，与朱元璋有旧，曾受张君宝的指点。在皇觉寺被元军围剿后，和常遇春曾尝试行刺元顺帝。) - 清澄师太 - 清云子 - 射姑 (曾傳授常遇春「魂之箭技」) 宋朝 - 文天祥（南宋丞相，因測出宋朝將亡而創造出「天翔五靈」和培養宋帝昺與张三丰，以推翻元朝） - 宋帝昺（本名赵昺，為宋朝最後一位皇帝，潛伏於「天翔五靈」的「太極玄棺」裡二人之一，擁有五十個童子的元神，通曉古往今來無數神功絕學及天子武學如先天乾坤功及正宗如來神掌，武功可能乃歷代天子最強第一人） - 张三丰（本名張君寶，張世傑之子，潛伏於「天翔五靈」的「太極玄棺」裡二人之一，擁有五十個童子的體魄） - 張世傑 (張三丰之父，文天祥之好友) - 陸秀夫 (文天祥之好友，於崖山兵敗後便背着宋帝昺(陸秀夫之子偽裝)投海而死) 元朝 - 元顺帝（本名孛儿只斤妥欢贴睦尔，後被虎易容而成的朱元璋所殺） - 奇皇后 (高麗人，虎之師妹) - 脱脱（元朝丞相，和王保保兩個人撐起元朝半邊天） - 王保保（元朝武將，別名扩廓帖木爾，和脱脱兩個人撐起元朝半邊天） - 罕雷（元朝皇族，因親弟被朱元璋所殺而矢志追殺朱元璋，曾被寒月武之魂附身的朱元璋打至殘癈，後被鐵木真以長生天神功之地神力恢復行動並授予長生天神功之雷神力，其後再被朱元璋打敗而死） - 帖孛隆 (元朝皇族，罕雷之親弟，後被朱元璋殺害) 蒙古十三翼（元廷幕后的守护者，分别继承蒙古历代名人之名的最强战士们，现在为第三代。） - 苍狼（第二代十三翼之首，死於陰陽法王之手） - 苍狼•铁木真（第三代十三翼之首，朮赤、拖雷之父，帖木儿之夫，蒙古第一高手） - 白鹿•帖木儿（第三代十三翼之一兼智囊、铁木真第二任妻子，拖雷之親母，朮赤之繼母，因報夫仇曾聽妲己亡魂之言而修練銷魂極樂) - 风鹰•合撒儿（第三代十三翼之一、铁木真親弟，平時非常低調，自己決定成為十三翼最強的後補） - 毒王•扎木合（第三代十三翼之一、铁木真義弟，祖先曾是蒙古西征中的隨行軍醫而，本身亦醫術高超，因妻兒被殺為了報仇而立志成為毒王，拖雷的義父，死後曾被拖雷以狼心續命，而成為行屍，並與拖雷繼續尋找「黑死」，後被劉伯温擊破狼心使停止行動及屍身枯死） - 箭神•哲别（第三代十三翼之一，蒙古第一神箭手，曾兩度與朱元璋較量箭術而敗於其手，後被白衣世尊擊敗並被剝皮、失去一手及一眼，後朱元璋替其解脱） - 赤老温（第三代十三翼之一、帖木儿兒時的玩伴，暗戀帖木儿，是第一個重現「黃禍」的人） - 百颜（十三翼之一，外號義帥殺手，精通暗殺與易容、喬裝，後易容成元順帝以維持元室安穩，期間曾參與武當山及鄱陽湖之戰，十三翼中唯一非戰死之人） - 拉琪（第三代十三翼之一，天生啞巴，只會發出歌聲而已，身負先天真氣） - 王罕（第三代十三翼之一，訶額侖之夫，也是上代十三翼之一，是上代十三翼大战明教阴阳法王唯一的生还者，能够使用萨满魂术，摧魂伤魄，破了韩山童的神游物外大法，练成了错误的【明神武典】，以为天下无敌，最后被韩山童利用巨大冰莲的地利破解，战败身死。精通薩滿魂術、火劫罡氣、明神武典(陰陽法王版)） - 诃额仑（第三代十三翼之一，王罕之妻，也是上代十三翼之一，是上代十三翼大战明教阴阳法王唯一的生还者，能够使用萨满魂术，摧魂伤魄，破了韩山童的神游物外大法，练成了错误的【明神武典】，以为天下无敌，最后被韩山童利用巨大冰莲的地利破解，战败身死。精通薩滿魂術、冰難罡氣、明神武典(陰陽法王版)） - 朮赤（第三代十三翼之一，铁木真與第一任妻子所生的兒子，拖雷同父異母之兄，與徐達亦敵亦友，後因合撒兒之死而徹底反目成仇，是第二個重現「黃禍」的人） - 拖雷（十三翼之一，铁木真與帖木儿所生的兒子，扎木合之義子，朮赤之同父異母之弟，曾兩度被朱元璋廢去手臂，曾兩度意氣用事而令義父生陷險） - 十三•窝阔台（第三代十三翼之一，擁有十三個不同的人格） - 陈友谅（窝阔台偽裝的身份） 其他角色 - 「陳友諒」 (一批邪惡勢力的法師，模仿文天祥造皇之術，以犧牲一千名懷孕婦人加上古龍骨而成，可元神出竅，曾一度附身家於窝阔台身上，其後被宋帝昺擊滅) - 瑪林白 (札木合的岳丈兼殺妻兒仇人，本身先祖乃漢人用毒世家，因報先祖被第一代十三翼被殺之仇而冒充蒙古人並利用札木合等人尋找黑死，當得知黑死封印之地後殺害和璐與拖雷(札木合親子)後離開前往尋找黑死，但被巨鼠尾巴連接下肢，十多年後並遇上拖雷(札木合義子)及已成行屍的札木合，因巨鼠的背叛(巨鼠本身乃和璐所養)，而死在札木合之手) - 和璐 (瑪林白之女、札木合之妻，被瑪林白利用引札木合尋找黑死，死於瑪林白之手，亦是札木合立志成為毒王的原因) - 拖雷 (札木合與和璐之子，死於瑪林白之手，後來鐵木真為了彌補喪子之痛及不想札木合執着妻兒之仇，而把自己和帖木兒所生之子改名為拖雷並為其義父) - 怪蛛男 (瑪林白的四名手下，瑪林白死後改隨拖雷(札木合義子)，曾奉拖雷(札木合義子)之命廢去朱標雙手，後被朱隸、張松溪生擒，死於朱元璋手上) - 毒蛇郎 (瑪林白的四名手下，瑪林白死後改隨拖雷(札木合義子)，死於張松溪拳下) - 魔蠍使 (瑪林白的四名手下，瑪林白死後改隨拖雷(札木合義子)，死於俞岱巖拳下) - 狂蜂女 (瑪林白的四名手下的唯一女性，瑪林白死後改隨拖雷(札木合義子)，死於張翠珊劍下) |

| 曹魏 - 曹操（主角） - 夏侯惇 - 夏侯淵 - 司馬懿 (司馬防之子，諸葛亮之天敵，擁有別於曹操、劉備、孫堅之天子龍氣) 蜀汉 - 刘备（主角） - 刘邦（刘备祖先、史稱汉高祖，以鬼魂形態出現） - 甘甜儿（刘备妻子，史稱甘夫人，劉禪之生母） - 关羽（刘备與张飞結拜兄弟、排第二，天生赤紅之力） - 张飞（刘备與关羽結拜兄弟、排第三） - 赵云（黄承彦之徒弟） - 諸葛亮 (黃承彦之徒弟) - 龐統 東吳 - 孙坚（主角） - 吴芊芊（孙坚妻子、真實身份為「女流」之主千岁夫人，史稱吴国太） - 孙策（孙坚長子、外號小霸王，史稱长沙恆王） - 孙權（孙坚次子，史稱吴太祖） - 程普（孙坚手下） - 黄盖（孙坚手下） - 周瑜 (孫策義弟) 阉党 (以宦官為主的勢力，相傳趙高是該勢力之始祖) - 大宦（阉党之主、真正身份為司马防，殺害真正的大宦以奪其身份，本身亦非宦官而且有八個兒子） - 十常侍 仙道 (以修練邪術、妖道的人士為主的勢力，該勢力之俵俵者為徐福) - 南华老仙（仙道之主，被關羽打敗後，以道術轉生為嬰兒，長大後成為日後的呂蒙） - 左慈（南华老仙之徒弟） - 于吉（南华老仙之徒弟） - 张角（南华老仙之徒弟、黃巾軍，人稱「天公將軍」） - 张宝（南华老仙之徒弟、黃巾軍，人稱「地公將軍」） - 张梁（南华老仙之徒弟、黃巾軍，人稱「人公將軍」） 女流 (以女性為主的勢力，其宗主為妲己，相傳呂雉亦是該勢力成員) - 萬歲夫人 (女流之長老，但無實權) - 千岁夫人（女流之主，表面上是孙坚之妻子） - 百岁夫人（女流之副主，表面上是刘表之妻蔡夫人） - 貂蝉（百岁夫人之徒弟） - 大喬 (千歲夫人之徒弟，表面上是孫策之妻) - 小喬 (千歲夫人之徒弟，表面上是周瑜之妻) - 弓腰姬 (千歲夫人之徒弟，表面上是劉備之妻孫尚香) 其他勢力 - 董卓 - 吕布（董卓義子） - 袁绍 - 袁術（袁绍之弟） - 袁隗 (袁紹、袁術之叔父) - 颜良（袁绍手下） - 文丑（袁绍手下） - 黄承彦（正道，人稱奇人，司馬防之天敵） - 司马徽（正道，人稱水鏡先生） |

| 主角 - 铁木真（全名孛儿只斤铁木真，史稱元太祖） |

| 先天乾坤功 黄帝絕学之一，源自玄龜背上的河圖，經千多年流傳至廣成子開創廣成仙派，如以童子之身施展起来，更加无坚不摧與威猛绝伦。 臂勁 - 乾坤訣 山地剝 澤風破 — 指勁 - 乾坤七绝 第一绝-乾坤無定無量=乾坤無定+乾坤無量 第二绝-震惊百里 第三绝-天火燎原/天冰雪原 第四绝-天道循环 第五绝-雷动九天 第六绝-逆转乾坤 第七绝-天惊地动（引动天地之氣，威力无比，但会破坏自然定律，贻害生灵。共分为风、水、火、山、雷五击，一击比一击威猛绝伦。） 第一击 风兮破地 第二击 水兮滔天 第三击 火兮焚野 第四击 山兮鬼神惊 第五击 雷兮天地碎 - 五式齊發 - 乾坤护身氣劲 第一層-乾坤罡氣 第二層-乾坤綿身（先天乾坤功入門护身氣劲，属阴柔一路，攻击力和杀伤力虽不及乾坤金刚身，但却较为易練) 第二層-:乾坤金刚身（先天乾坤功上乘护身氣劲，无论攻击力、杀伤力和抵抗力都极惊人，但却极难修練) 第三層-弱水真身（乾坤綿身頂峰功力) 第三層-金刚真身（乾坤金刚身頂峰功力) 第四層天冰戰甲 第四層??戰甲 - 輕功 灵鹤法（先天乾坤功輕功，可以令使用者如仙鹤般轻盈飞舞) |

| 浑天宝鉴 女娲补天时所遗留下的十枚天晶，共分十层，不同于一般能量属性的设定为其特色。配以天子傳奇5如來神掌招式威力更强。 第一层 白云烟（蒸烟灼热沸腾，弥漫如瘴，蔽人眼目，扰乱敌人） 第二层 玫霞荡（霞气围卷旋转，四两拨千斤，挪移对方劲力，同时具有热属性） 第三层 土昆仑（裂土碎石，开山劈地，驱使泥沙岩尘、矿物精铁纷起，杀伤力惊人） 第四层 碧雪冰（冰云寒气无孔不入，侵肤入骨，冻撤心肺，气血经脉皆能霜化凝结） 第五层 紫星河（刚柔兼备，劲力巧妙如川流暴泻，冲击对手四肢百骸，环徊破坏） 星河氣旋 迴轉星河 第六层 玄混沌/暗混沌（气劲浑厚凝重，具备最强抗击力，一切来招均如泥牛入海，难以施展） 繭困勢 第七层 靛沧海（招意劲道如水，柔韧多变，架式可功可守，毫无破绽） 滔天勢 浪捲勢 鯨吞勢 繭困勢 第八层 金晨曦（气芒若金阳绽放，夺目伤人；金光护体防身，刀枪不入。得以手紧握天晶，以心相印，潜運心力，方能直感天晶之靈。天晶幻境第一境有紫星河方易突破。） 十陽歸一 金陽破嶺 第九层 血穹苍（噬纳他们血脉充盈己身，强化提升。杀性血光直上九霄，苍穹为之变色。有金晨曦护体才易习血穹苍。） 穹蒼血甲 血海無涯 血霧迷踪 血陽撕天 穹蒼無涯 血柱擎天 穹蒼血雨 血雨晶刀 血洗穹蒼 穹蒼腥風 - 穹蒼無邊 血日輪 血月刀 - 極限絕招:穹蒼無悔 穹蒼血海 - 九式逆運 反樸歸真 第十层 玄宇宙（虚无宇宙，深不见底，吞噬万物，生灭不息，包罗无穷力量） - 皇甫極版 大爆炸 天行健 破虚空 九星連珠 神光閃 宇宙大爆炸=九星連珠+大爆炸 - 姬發版 四維力量 - 天絕和地絕版 化劫 歸真 皇甫极驾驭浑天宝鉴各层真气而自创浑天邪剑，高度凝聚成七式剑诀，化为万雷天剑形相，剑指隔空射出，刚柔并济。 第一式 白云剑 第二式 霞荡剑 第三式 昆仑剑 第四式 碧雪剑 第五式 星河剑 第六式 混沌剑 第七式 靛海剑 皇甫极驾驭浑天宝鉴第八层和第九层化成灭绝皇拳。 第一式 灭神 第二式 杀佛 第三式 诛天 皇甫极融合如来神掌與浑天宝鉴而成浑天神掌，出招时会有晶体佛兵形相。 第一式 白云烟‧佛光初现 第二式 玫霞荡‧金顶佛灯 第三式 土昆仑‧佛动山河 第四式 碧雪冰‧佛问珈蓝 第五式 紫星河‧迎佛西天 |

| 六神訣 佛家武功，由释法神僧创出兼備佛法與武學的正宗六神訣，後來演變成純粹武學的六神訣流傳於世。正宗六神訣的如来招式已失傳。如来招式和习得如來神掌有关联。 - 極樂六神訣 雷神疾（快若奔雷，急如飞电，与中土轻功截然不同） 金刚解（雄浑霸道，劲力如锥疾钻，解肌裂肉） 罗汉卸（强韧柔劲，四两拨千斤，尽卸敌人攻势） 菩薩滅（凛冽灼热的火焰气劲，焚金熔铁，燃烧万物） 观音乱（迅捷纷乱的漩涡招式，瞬间轰出千百攻击，杀人防不胜防） 如来破 / 如来破極（六神诀最强绝学，无依内劲凝成惊天威力，人神合一，天上地下，唯我无敌！） - 正宗六神訣 雷神疾電 / 雷神疾閃 金剛解肌 / 金剛解甲 羅漢卸勁 / 羅漢卸兵 / 羅漢卸嶽 菩薩滅頂 / 菩薩滅道 觀音亂影 / 觀音亂世 |

| 如來神掌 由如來佛祖=釋迦所创，分為兩個版本，一个是天子傳奇4的十式，另一个是天子傳奇5的九式，威力效果也不一样。 - 正宗如來神掌（天子傳奇4大唐威龙，其招式心法由梵文所写成，刻于法器之中，只出現過四式而已，皇朝君临裡唐太宗自创第五式，第六式） - 第一式 佛光初现（法器心光法令） - 第二式 金顶佛灯（法器万华如意） - 第三式 佛动山河（法器禅震法杖） - 第四式 佛问迦蓝（法器梵音陀铃） - 第五式 迎佛西天 西天 迎佛 - 第六式 佛光普照 - 簡化如來神掌（天子傳奇5如來神掌，每一式需結手印發招，發招時佛兵形態各異，佛兵也可兵解入體，皇朝君临里交代是唐太宗削弱法器神掌所創，植入佛兵） - 第一式 佛光初现（一心印，佛兵万华金龙夺） - 第二式 金顶佛灯（光聚佛顶印，佛兵琉璃戒刀） - 第三式 佛动山河（不动根本印，佛兵惊雷禅） - 第四式 佛问迦蓝（天鼓雷音印，佛兵雷音尺） - 第五式 迎佛西天（转法轮印，佛兵涅盘经輪） - 第六式 佛光普照（日光菩萨印，佛兵舍利剑） - 第七式 天佛降世（金刚橛印，佛兵灭红尘） - 第八式 佛法无边（智吉祥印，佛兵震穹苍，需修练首七式神掌，才可修练第八式） - 七式齊發(第二～八式齊發) - 八式齊發 - 第九式 万佛朝宗（成就一切光明印，佛兵萬佛朝宗=抗天离火刀與创世玄冰剑合一，需修练首八式神掌和把首八把佛兵兵解入體，才可將第九把佛兵兵解入體修练第九式） - 真·簡化如來神掌（皇朝君臨裡極惡龍戈兒招喚一萬個其他平行世界裡的極惡龍戈兒一起合力發出的簡化如來神掌） - 第一式 真·佛光初现（一心印，佛兵真·万华金龙夺） - 第二式 真·金顶佛灯（光聚佛顶印，佛兵真·琉璃戒刀） - 第三式 真·佛动山河（不动根本印，佛兵真·惊雷禅） - 第四式 真·佛问迦蓝（天鼓雷音印，佛兵真·雷音尺） - 第五式 真·迎佛西天（转法轮印，佛兵真·涅盘经輪） - 第六式 真·佛光普照（日光菩萨印，佛兵真·舍利剑） - 第七式 真·天佛降世（金刚橛印，佛兵真·灭红尘） - 第八式 真·佛法无边（智吉祥印，佛兵真·震穹苍） - 第九式 真·万佛朝宗（成就一切光明印，佛兵真·萬佛朝宗=真·抗天离火刀與真·创世玄冰剑合一） - 離火玄冰功（推動簡化如來神掌的內功） 離火功 玄冰功 |

| 天子劍法 由道家李淳风藉天剑精华领悟创造，唯一一套不是由神明或古代高手創造的天子武学。 第一式 火龙九霄起风云 第二式 神龙吐珠耀苍生 第三式 龙跨千峰伏四方 第四式 青龙破土震寰宇 第五式 白龙倒海淹神州 第六式 龙游穹苍摘星斗 第七式 黑龙啸天吞日月 第八式 金龙震怒惊天地 第九式 君临天下紫龙气 |

| 紫雷神功 - 紫雷刀法: 自古相傳由紫雷大仙创造，原本只有七式的紫雷七擊，西楚霸王项羽(紫雷大仙後人)在乌江最后一战创出第八式，後來项羽后人项无恨更青出於藍创出第九式。 紫雷刀勁 以氣御刀 - 第一擊 春雷暴殛（以紫雷劲的简单一劈，实而不华，胜在耗力较少，足以对付一般对手） - 第二擊 天旋雷转（挥舞运转刀，产生带气的旋风，以守为攻，或以多重斩击攻敌） - 第三擊 沉雷地狱（挥舞刀，以刀网攻敌；人刀同步翻滚旋转，以攻为守，如车轮转动进击） - 第四擊 冬雷霹雳（着重紫雷刀劲的乱劈，散发多重电劲围剿对手，紫雷气劲散射追击及包围敌手） - 第五擊 狂雷震九霄（居高临下的一击，威力集中于刀身上，以超高速连续砍出九刀雷击） - 第六擊 惊雷爆五岳（与第五击相仿的居高临下杀招，速度更快，同时砍出五刀，轰出爆炸性雷球） - 第七擊 怒雷撕天裂地（以气御刀为本招精粹，刀气惊人，强力劲力令刀身如雷球一样） - 以氣御刀 怒雷鳴 - 第八擊 天打雷劈屠真龙（以雷球霸劲组成包围网的全力一击，极耗真元） - 第九擊 神雷魔震惊天谴（以生命极限推动的巨大雷球，如同天谴降临。常人一生只能使用三次） - 轻功 - 紫雷電身（紫雷神功的身法轻功，迅如電、速如雷) - 護身氣勁 - 殛卸仙體（紫雷神功的護身氣勁) - 雷仙戰體（殛卸仙體的頂峰功力) |

| 風雲雙絕 - 風絕步 - 雲絕掌 |

| 無極歸元訣 - 第一式-一元復始 - 第二式-兩極交泰 - 第三式-三炁合流 |

| 明神武典 明教最高護教神功，传说每一代明教教主皆有日月之力，融合日月之力、明教基本武學蝕月篇和烈日篇、自身体质和對武學的見解，自創出一套能完全发挥自身日月之力的武功，称为明神武典。所以每一代明教教主的明神武典招式和威力都不一樣。 - 明神武典（陰陽法王版本） 阴阳交泰 斗柄横空 燧人钻木 银河重光 雪上加霜 日月争辉 灭日亡月（陰陽法王最強殺著） - 明神武典（朱元璋版本） 第一階段 全陽境界 / 全陰境界（放棄平衡日月之力，任由其一發揮至極致） 第二階段 日月双瞳（運用日月之力於雙目之中，提高目力到動態視力，可看清敵人破綻所在） 第三階段 风火二轮（運用日月之力於雙足足心，利用陰陽交錯的风火二氣提高速度） 日月争辉 第四階段 冰焰衝克（不求平衡日月之力，反其道而行，籍着水火不容的互激之力，爆发出最大的攻击力） 第五階段 白热明王（燃烧体内血肉，去旧立新，务求刹那尽痊伤势，长保最强状态） 衍生技 明王圣剑（以白焰灼烧成剑的形态） 衍生技 日月拱照（纳日月之力为己用，為最強殺著） |

| 烈日篇 明教武學，需体質合适方能修練，通陽脈修元陽炁，先天元陽炁，遇日光則强，共分五階段從日出至日落，和蝕月篇互補相輔相成，一同使出日月拱照。可合拼两字招和四字招。 破曉 東昇 普照 西斜 夕照 金烏焚野 三陽啟泰 天下大白 光耀三界 殘光沉倫 日精普照 日月交替 - 逆陽神鉴（由日陽君所創，修烈日篇逆練陽脈，需元陰炁相輔以防失控，可提練毒勁成真气補助内力） 焦土千里 陽斷穹蒼 光芒萬丈 五内俱焚 煮海焚天 星火相撞 - 焦陽劍煞（由白衣世尊所創，以陽為主，陰為輔，将火勁全凝聚體内，不泄於外） |

| 蝕月篇 明教武功，需体質合适方能修練，通陰經修元陰炁，後天玄陰炁，遇月光則强，和烈日篇互補相輔相成，一同使出日月拱照。 圓月盾 彎月刀 影月掌 缺月腿 冷月指 廣寒孤傷 空照九幽 陰晴圓缺（刀招） 抱月入眠（刀招） 映月生輝（刀招） 月慈烏啼（刀招） |

| 九陰真經 由黄裳所创的绝世神功，分為上下兩卷，上卷為內功心法、下卷外功招式。 - 九阴真经上卷（分为九章心诀，按人体八脉加上天灵一窍，各依九宫布成九星气穴，此乃九阴归元之数，取天地之道，有限成无限） 第一章天灵（入門總綱，天灵乃九阴真经的主窍，必须由此开始，开通方能修炼其他八章，乃一切根基所在） 第二章头窍阴（又名御氣章，控制气量大小，经脉伸缩，窍孔收放，提升内力吞吐的准确度） 第三章足窍阴（又名療傷章，初习时如履薄冰，日子有功则化寒毒、驱风邪，带动淤血积疾排出体外，出神入化者，即可续骨生肌，修补筋脉，疗效如神） 第四章手太阴肺经（又名培氣章，固本培元，益精强气，有助内力精纯浑厚，持久绵长） 第五章足太阴脾经（又名健體章，脾之大络，具强健体魄之效，练之有道，抗击力大增，足可媲美硬气功） 第六章手少阴心经（又名明目章，出属于心系，经脉上行繁于目系，气清形诸于双瞳，目光藏神，视力锋锐，精华内敛） 第七章足少阴肾经（又名聰耳章，真气贯通左右耳鼓，能接受高低不同音频，听力数以倍增，百步之外，落针可闻，方圆十里，别人鼻息俨如雷响） 第八章手厥阴心包经（又名通靈章，能刺激灵觉澄明，促进精神念力，增强悟性，气静则沉空定慧，气动即神思敏捷） 第九章足厥阴肝经（又名活胳章，气穴催行，有助四肢筋腱柔韧，大幅强大协调性与反应，身手倍为灵活） - 九阴真经下卷（共收录九套武功，暫時只出現兩套） 九阴神爪（又名摧坚神爪，无坚不破，爪心产生强大的吸力与反震力，爪指吐劲能隔空伤人） 降魔大手印（刚柔并济之掌法，神妙无方，掌劲威不可挡，中此掌者，外在无伤痕，内里五脏俱碎） 摧心印 七傷印 降魔印 |

| 蒼狼殲霸拳 暴轟 百裂 瞬殺 突擊 圍剿 絞噬 浴血 撕天 |

| 空明拳 共七十二路，後被鐵木真融入刀招 |

| 天魔神功 大天魔进攻天界失败后被斩首，因其怨念使其头颅以鲜血在人界石壁上留下的功法，内容包罗万象。 雙龍大天魔=大天魔+嬴政的龍氣+楊廣的龍氣 - 天魔四蝕（此四式乃是分工不同，能力不同，强弱亦不同） - 天魔印 天魔蝕肉（吸食人血肉之精华，可加速被吸食者肌肤老化死亡，是可以造成强大杀伤力的武功） 天魔蝕骨（吸食人骨髓之精华，四肢尽失，浑身观感无存） 天魔蝕经（吸食人经脉之精华，使人从此残废，不出数日即横死） 天魔蝕魂（吸人魂魄，夺取人类根本为己用，不但完全具备前三式的功效，更可以使人失魂落魄，变成不如三岁小儿的白痴） - 天魔五絕 天魔金身（天魔神功護體外功，大成时浑身金光，可刀枪不入） 天魔極樂（采补大法，吸食他人全面精华，在陰陽合欢中补己之不足，元始天魔所創，使功時使功者会極樂快感，天子傳奇4随炀帝使出極樂天魔刀，天子傳奇6妲己鬼魂合自身武功創更強的銷魂極樂） 天魔怒震（武功招式） 天魔裂地（武功招式） 天魔撕天（武功招式） - 天魔刀（武功招式） 大天魔刀 天魔雙刀 雙重天魔刀 天魔刀渦 雙刀合一 - 天魔刀+天魔金身（武功招式） 天魔金刀 - 天魔錐（武功招式） 大天魔錐 - 天魔錐+天魔金身（武功招式） 天魔金錐 - 天魔鐵旋（武功招式） - 天火貫魔 - 天魔亂舞（武功招式） - 天魔拳（武功招式） - 完全天魔刀 - 完全大天魔刀 - 完全天魔金身 - 天魔開膛刀 |

| 魔妖神功 天魔神功+天妖屠神法 - 魔妖罡風 |

| 天命魔功 天魔門邪功。 - 火麟飛升 - 火麟附身 - 鋪天蓋地勢 |

| 天妖屠神法 大天妖所創，相对于天魔功的邪功，主要以吸收阴气、魂魄来增强自己为特色，气芒为绿色、骷髅形。 - 舊屠神九式 第一式 吸阴式（吸纳地心妖气冤魂，妖气源源输入，令妖力提升） 第二式 刁魂破（将妖力集于一点，全力一击，是比较简单而省力的招式） 第三式 妖魂冲霄（扯引地心妖气，对空击出，以对抗空中攻击） 第四式 天魂碎嶽 第五式 千魂屠城（密集妖气，乱影击射而出，攻无不克） 第六式 妖锁囚神（妖气化为气旋，缠绕来敌，令对方动弹不得） 第七式 妖乱天地（妖气令四周环境紊乱颠倒，干扰六识） 第八式 幻魅妖球（妖力集于一点，化为妖球，无坚不催） 第九式 妖极灭世（最强绝技，尽吸四周妖魂，碎毁大地，再向敌人噬咬） - 後更改了第四式， 吸天蚀日（将对方劲力截挡吸纳，倒轰反射）和第七式为幻魅妖球，第八式为妖乱天地。以天妖屠神法吸收天魔神功使出的招式为魔妖罡風。 |

| 幽冥爪法 妖哥的武功 |

| 鬼劫仙功 至陰至寒，八層 - 三魂斷 第一斷 摧魂 第二斷 撕魂 第三斷 裂魄 - 五傷摧 第一摧 摧囊 - 七殘絕 第一殘 身無寸縷 第二殘 庖丁解牛 第三殘 分筋錯 第四殘 碎骨爆 第五殘 哭斷腸 第六殘 血在燒 第七殘 吸精奪髓 - 萬势歸幽 - 登萍渡水（轻功） - 萬壽無疆 - 無盡輪迴 |

| 盘古击 楚国大灵巫项魁，经春申君指引下研创出独门武学。 第一击 开天破（引聚九天真气、电、雷烈劲相辅相成，摄魂夺命） 第二击 辟地碎（将地心真力操控于指掌之间，摄人如磁摄铁，势劲凌厉可摧山狱，气旋聚万钧重力，令人无法自拔） 第三击 惊灵绝（运聚阴玄之气聚地心黯幻幽火，灭绝一切生灵） 第四击 天地斩（幽冥大气斩绝天地，障人耳目丧人神智，每于敌人迷恍于一片混沌时作致命一击） 第五击 元始搏（引聚创造宇宙的元始之气，至强至刚，威力毁天灭地，消耗寿命使招） |

| 青鑑秘卷 這心法屬天下至陰至寒，只有閹人可得練，且必須熬得住血氣筋脈失調亂竄，肌肉骨骼撕裂劇痛及大死小死，得練成功者絕無僅有。最高境界必須經歷九死九生，令元神出竅来回陰間地府，藉此提升功力。若有一偶不愼，元神隨時一去不返，永不超生。成功便能獲得地府最強法力與閻羅陰神庇護，威力驚世駭俗。 第一層 青氣現 第二層 青天開 第三層 青濤嘯 第四層 青雲轉 最高境界 閻羅陰神 |

| 幽冥業焰功 項羽自創。 - 地獄業火=地獄劫火 - 煉獄劫火=劫火 - 火馬 - 破釜沉舟 火船 火船內部-業火地獄 獄焰軍團=烈焰江東子弟大軍=火軍=火師 |

| 蚀月阴经 其威力与月亮圆缺有着直接关系，月圆最盛，无月最弱。日月交替的黎明，则是最虚弱的时刻。饱吸月华威能之后可以蜕变为半人半兽之身，力量速度均能得以暴增。 - 蚀月三杀 撕心杀 断肢杀 破脑杀 |

| 毒典 毒典毒功分成阳毒及阴毒，蓝渊练成阳毒的万毒阳罡气、而白魅则练成阴毒的万毒阴功，二人合作就可使出阴阳合一的万毒出窍。 - 万毒出窍 阳毒 万毒阳罡气 阴毒 万毒阴功 - 八色奇毒 阳毒四色（青、蓝、紫、黑） 阴毒四色（红、橙、黄、绿） - 无色奇毒 |

| 九死輪回大法 起源已无从稽考，功力依靠九重地狱鬼王命名分等，地狱越深层越厉害，练者经历死亡重生次数越多，功力提升越惊人。 第一重 饿兽鬼王（相传喜以鲜血止渴，生肉充饥的饿鬼） 第二重 瘟疫鬼王（相传专散播疾病，疫害横流的瘟神恶鬼） 第三重 阴阳鬼王（相传寄生明暗两极、食鬼吞仙的邪鬼） 第四重 雷光鬼王（相传可吞雷吐电、逆乱天象的魅鬼） 第五重 百虫鬼王（相传一爱阴气为生的害虫异鬼） 第六重 千眼鬼王（相传体生千眼、窥探天机的灵鬼） 第七重 森罗鬼王（相传广播恶道、痛恨佛祖的凶鬼） 第八重 无界鬼王（相传横行三界五行、穿梭六道八方的魔鬼） 第九重 万恶世尊（相传乃黑暗邪恶化身，天有玉帝，地有世尊这鬼王之王） - 功法輪回十絕（招式：昙花一现、左右逢圆、回光返照、血肉环飞、锋回路转、环雨交加、无定旋锋、环扫千军、翻江倒海、灭地惊天） |

| 誅神毒經 由十三翼札木合所創。（招式：毒氣長城、借屍還魂、自投羅網 、蝙蝠刃牙、病嵐患瘴、蝠翼斬刀） |

| 黑死 與黃禍同為傳說中成吉思汗的武學，史上最恐怖的毒功武學，由札木合所創。黑死可以瞬殺普通人與普通武者，而高階武者中毒後運功，無助抗毒，反會令遍體腐肉持續催生，嚴重削弱戰力，同時身心陷入劇烈恐慌，任憑宰割，反過來說，中毒後不加運勁抗衡，將應用功力壓低至一、二成，便可免於毒發，但卻又不足與施功者抗衡，因此必然會陷入兩難之局。習練黑死者更可於方圓一百里距離內，另中毒者強制發作，操控攻擊身邊的人，又或者製造黑死之塔，大量屠殺整個城市的人） 黑死毒臂 |

| 萬夫長生天 由王保保所創，聚合多人的功力而成的陣形，曾分別同韓山童、韓琳兒、朱元璋交手時使用。 - 萬夫長生天 群策群力轟 地動大山移 牆倒眾人推 - 新.萬夫長生天 (把萬夫長生天的人手精选挑練至十八人(另稱：萬夫十八騎，全部是居於關外的蒙古人勇士)，王保保練成霹靂金身，於武當山同俞岱巖交手時使用) 雙狼势 箭矢势 箭矢孤射 霹靂金身势 狼爪势 擒拿势 - 萬魂長生天(以萬人之魂配合薩滿魂術而成) 萬魂之爪 萬魂之拳 萬魂之腿 萬魂之鎖 萬魂治癒 |

| 神游物外大法 來自萬象真藏中的祕術，此術神妙非常，能使修練者元神出竅，依附在修練過虛元納神之術的人身上。從書上記載而言，修練者不分遠近、無論時地，都可以瞬間佔用替身的軀體。委實神乎其技，不可思議至極點。最大的弱點是真身需隱藏於安全地方，和元神出竅所附體的對象只能是異性。而且附體的對象與敵人動手過招後會被榨乾所有精氣，瞬間衰老而死。在後期，韓山童之女韓琳兒發展出“多重神遊物外”，可以元神不進入替身身體裏而進行操縱，而且顛峯時更能同時控制百名替身作戰，比韓山童更勝一籌。而且神遊物外這套絕學本身最大的優點也不在於直接的殺傷力，而是可以瞬息千里。只要有替身在的地方，不管和真身相距多遠都可以瞬間到達該處處理突發事務。如女性修練者會隨生育而慢慢喪失祕術。 - 神游物外大法（元神出窍，依附在异性身上） - 神游物外大法·身外操控（毋須元神出窍，附身無性别限制） - 多重神游物外大法（最高紀錄是以一人之力操控百人之數） |

| 魔道藏经 主修内力，乃西魔盗取道家绝学，另辟蹊径所创，威力骇异绝。 第一重 阴精关 第二重 阴气关 第三重 阴神关 第四重 阴关大道 |

| 神武奇弓法 射將的武功 - 一弓十箭 |

| 龜甲玄功 玄武訣+鐵甲功 - 龜訣 龜山壓頂 - 蛇訣 |

| 蒼龍訣 |

| 九天聖女功 天母门的镇教武功，包括各种适合女性修练的武术，以轻功配合。招式：火凤輪回、凤舞袅婷、飞凤擒龍、仙女散花 幻彩神珠 - 輕功 仙女飘踪 |

| 冰火五重天 越剑父所创。 第一重天 冰龙冲霄 / 火龙初现 第二重天 龙潜迷冰 / 火龙吞天 第三重天 冰海翻龙 / 龙腾火渊 第四重天 雪龙崩月 / 焰龙抱日 第五重天 冰锁虚空 / 火焚炼狱 |

| 五龙道 道家始创武学，堪称独步当世的绝顶神功。 第一式 掌藏龙（分为三类卸、震、攻，内力收放自如，不发则已，一发则蕴含惊天动地之威，中者非死即伤） 第二式 蟠龙泄（提气轻踪，身法轻盈灵动，如蛟龙般，意态飘逸潇洒） 第三式 蛟龙错（翻江蛟龙盘结错，天下万物皆成擒，瞬间把对手擒拿、破肤、裂肌、错骨、断经、爆脉） 第四式 聚龙抱（以四肢擒抱鎖住敵人四肢關節，在聚力將敵人勒斃爆成粉碎，能吸收敵人反擊的內勁，最後以吸收來的內勁融合本身內勁加強威力） 第五式 真龙杀（气劲如五龙盘旋，翻腾冲霄，引发天象骤变，行雷闪电，吸纳龙气来归，增强威势及杀伤力） |

| 風雲雙絕 故事中並沒有交代劉邦師承 - 風絕步 - 雲絕掌 雲燕分飛 翻雲覆雨 |

| 正一纯阳功 道教武功，由正一道祖师郭纯阳创造，共分三境九式。另有九牛二虎之力，袁天罡创造，脱胎自正一纯阳功的武学。 - 旭阳级（初级境界，如旭日初升，威力不大，擅于以柔制刚，其劲淡黄） (一) 乘风诀（借外力加快身法，不费丝毫内劲） (二) 太极封（圆转自如，能挡接凌厉的攻势） (三) 两仪剑（轻灵幻变，招式神妙无方，令敌人难以捉摸） - 烈阳级（中级境界，如日方中，力量刚猛无匹，足以分金裂石，其劲赤红） (一) 天蚕缚（连绵密集的擒拿手法，缠缚敌人，分经错骨） (二) 泰山崩（刚猛内劲重如泰山、强似洪流，一击之下，无坚不摧） (三) 玄冰结（烈阳生至阴，寒劲化水成冰，冻气凝僵敌人，雪锁万物） - 纯阳级（顶峰境界，力量精纯浑厚，刚柔并济，能以气御剑，其劲紫红） (一) 乾坤身（纯阳真气充盈于奇经八脉、五脏六腑，练成铜皮铁骨，刀枪不入） (二) 纯阳掌（火劲澎湃，烈如骄阳，触物即焚，无坚不摧，专破内家罡气） (三) 四灵剑（以道家四灵：龙、凤、虎、龟之精神注入招中，凭纯阳正气推动，至刚至强，招出必杀，威力惊天动地） |

| 虎啸皇拳 虬髯客创造，脱胎自正一纯阳功的武学，大开大合的拳法。 第一式 一啸红尘惊 第二式 再啸湖海翻 第三式 三啸鬼神辟 第四式 绝啸穹苍灭 |

| 战阵七式 李淵祖父李虎所創，将行军打仗的阵法融入武学之中 鹤翼阵（鹤翼振、鹤翼翔）超灵剑法，攻击范围广阔，姿势阴柔优美 火牛阵（火牛攻、火牛冲）悍猛摔跤法，挟着炙热火劲，横冲直撞，轰杀敌人 偃月阵（偃月盾、偃月圆）偃月即半弦月。刚猛弯刀发，出招角度刁钻，攻守兼备 灵蛇阵（灵蛇迅、灵蛇游）剑法配合轻功，狠辣矫捷，进退如风，快如鬼魅 锋矢阵（锋矢突、锋矢旋）凌历枪法，以钻锥旋转之力聚焦而攻，杀伤力极大 盘龙阵（盘龙破、盘龙铰）暴烈擒拿手法，近身搏斗时制敌关节，分筋错骨 无阵（无阵如水）无阵之阵，形相万变，天下一切招式皆为所用，犹如行云流水，层次比水镜神功的偽裝；及罗汉卸岳的四两拨千斤要高的多。 |

| 如意禅 此乃一难圣僧从神掌心法蜕变出来的五式散手，具有无量佛法精髓。 第一式 佛我同在（佛已超脱轮回生死，金身不灭，佛我同在，刀枪不入，水火不侵，以守为攻，立于不败之地） 第二式 万法为识（纯精神的升华境界，宇宙万法都不能脱离识。亦只有识才是宇宙万物的最终根源，可包容纳取） 第三式 大日虚空（佛法通达，自心清明，劲道如烈阳当空高照，光耀万丈，亦具焚灭万物的威力） 第四式 无量为一（一就是众数，众数就是一，无中生有，佛掌无远无界，返璞归宗，掌力摧枯拉朽） 第五式 如意禅震（佛怒天地动容，风云色变，掌劲共鸣震开，无坚不摧，无物不毁，无强不破） |

| 七旋斩 东海一奇出生于东海之滨，喜于大海为伍，模仿水族游鱼生态，取材汪洋浩瀚之威，练成无量气海，功力取之不尽，配合创意无限的七式刀招，威力旷古烁今。 暴鲨噬（催劲交劈，密集刀芒锋锐割射，急激狂卷，汹涌排开） 飞鱼转（如陀螺急转，穿插入敌方中心，刀芒随旋势四方八面激射） 电鳗殛（连绵刀势荡歪卸开敌方劲力，以电劲反殛对手） 鲸吞势（刀势将敌方劲力抽扯吸夺，令对手如泥牛入海，无法挣脱；然后由虚变实，以霸道劲力反击对手） 恶蛟缠（刀芒如恶蛟，缠绕包围对手，不断绞割） 魔鱼隐（潜身滑沉，刀影席卷下盘） 鲟龙潜（资料不详） |

| 混元无极大道 第一关 精关（練血氣，能延年益寿，强身健体，稳扎深厚根基） 第二关 氣关（練内外真氣，内为自身人氣，外为天地万物灵氣，内外兼修，阴阳调和，刚柔并重，功力可臻一等高手之列） 第三关 神关（練元神，三魂七魄能神驰物外，通天彻地，御气而行，江湖少数世外高人，豪雄霸主亦只此矣） |

| 甲骨功 來自天竺苦行神功，可运气封闭全身经脉，令肌肉收缩紧绷，刀枪不入，骨骼如千锤百炼的精钢。 第一层 龟甲（练血气，能延年益寿，强身健体，稳扎深厚根基） 第二层 龙甲（练内外真气，内为自身人气，外为天地万物灵气，内外兼修，阴阳调和，刚柔并重，功力可臻一等高手之列） 第三层 金蝉袈裟（练元神，三魂七魄能神驰物外，通天彻地，御气而行，江湖少数世外高人，豪雄霸主亦只此矣） 骷髅魔甲（是骷髅魔由於長期接觸屍毒，再借由寒玉靈棺鎮壓屍毒，無意間把金蝉袈裟轉化為魔道的骷髅魔甲，运至顶峰，皮肉转为透明，骨骼呈现金黄，再无脆弱破绽） |

| 霸王神功 第一重 無环裂地 第二重 無柱撕天 第三重 無恨无我 |

| 黃禍 第一擊 第二擊 第三擊 第四擊 第五擊 |

| 長生天神功 源自蒙古的薩滿教，信奉宇宙萬物有一位至高無上的主宰——長生天大神所創的遊牧民族武功，無論日月、水火、風雨雷電、山川土地均有靈能，透過崇拜修煉可獲取大自然的無窮力量。常人体質合适只能修練一种神力。另有同名突厥人武功。 天神力（納寰宇之氣） 地神力（納地蘊之氣） 水神力（納水之氣） 火神力（納火之氣） 風神力（納風之氣） 雷神力（納雷之氣） 血神力（以自身作爲一個內在的長生天，五臟六腑取代外界陰陽五行，不假外求，自給自足！再吸納自然力量，內、外兩個長生天合一，戰鬥力絕對難以估量） |

| 龍藏大心經 大梵天宗鎮教武學 第一层 身羅天 第二层 色羅天 第三层 意羅天 第四层 心羅天 第五层 法羅天 第六层 空羅天 第七层 滅羅天 |